# Martinskirche (Landshut)

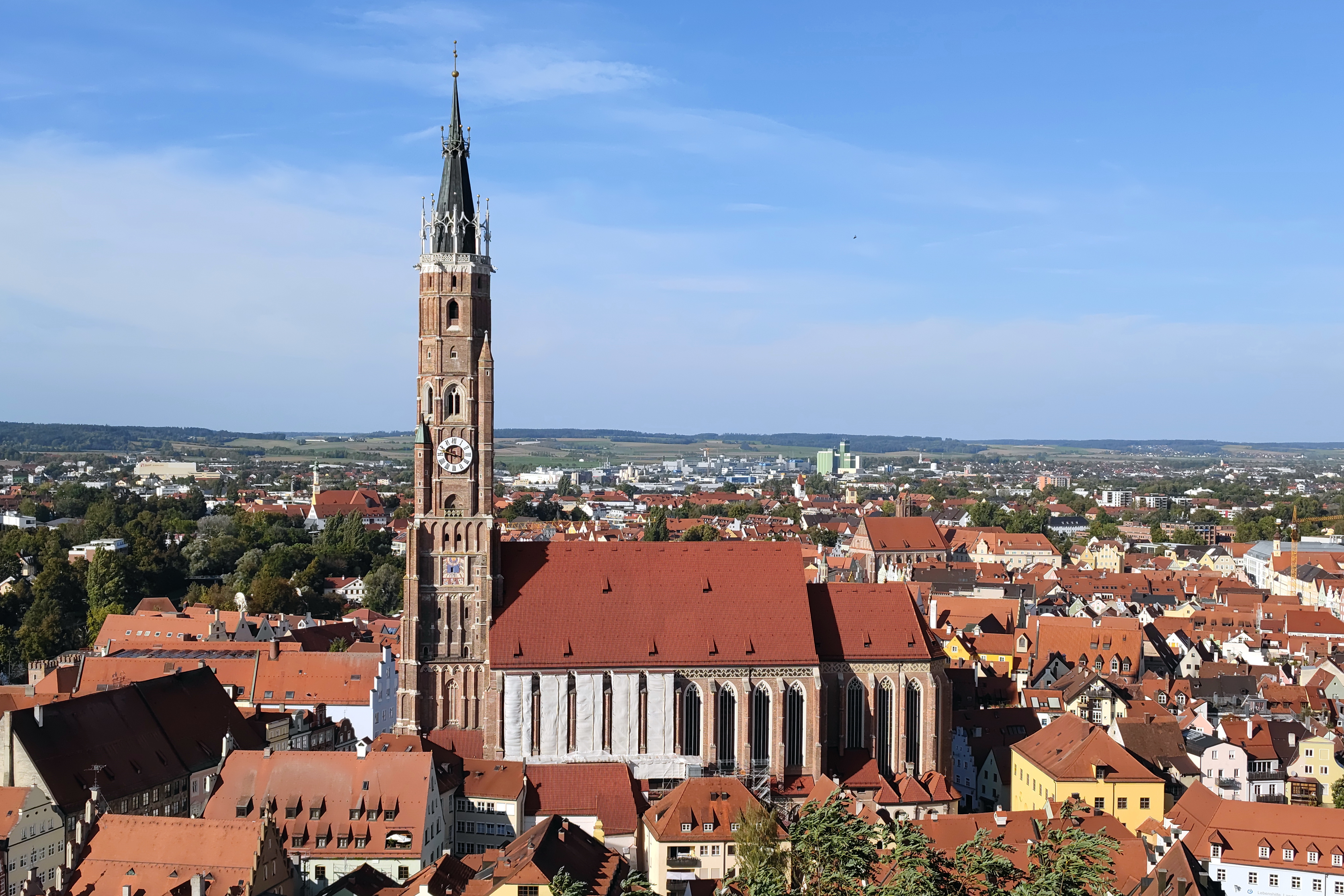
Die Martinskirche in Landshut

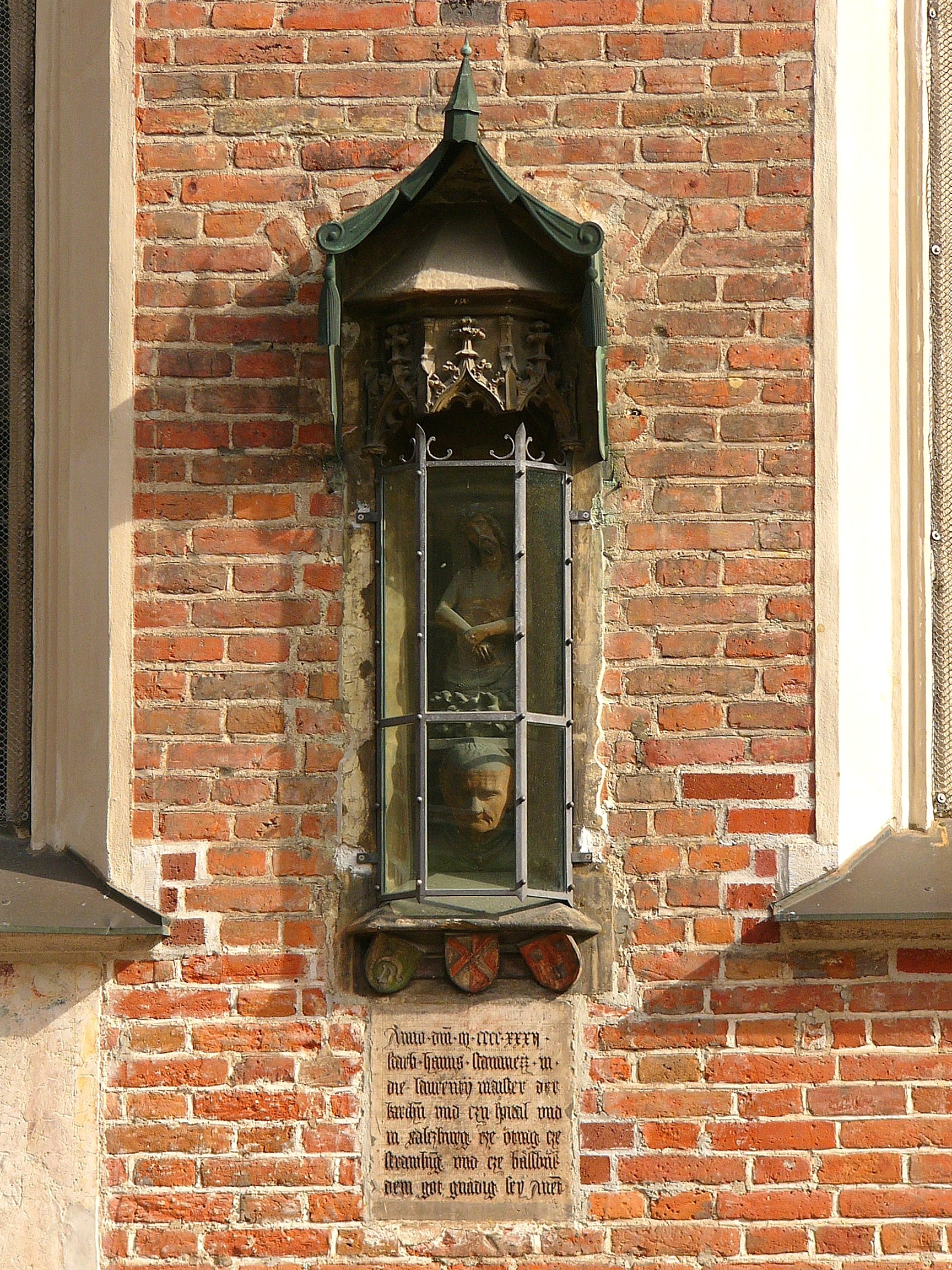
Gedenkstein für Hans von Burghausen an der Außenwand des Südseitenschiffs

Die römisch-katholische Stadtpfarr- und Kollegiatstiftskirche St. Martin und Kastulus (Basilica minor), kurz St. Martin oder Martinskirche, wurde von Baumeister Hans Krumenauer um 1385 als Hallenkirche begonnen und unter maßgeblicher Beteiligung des Hans von Burghausen bis um das Jahr 1500 fertiggestellt. Mit ihrer außergewöhnlichen, über die Maße vertikalisierten Architektur, in der sich Elemente von Hoch- und Spätgotik verbinden, gehört die Kirche zu den bedeutendsten Monumentalbauten der Gotik in Süddeutschland. Der Turm der Landshuter Martinskirche ist mit 130,1 Metern der höchste Backsteinturm der Welt sowie der höchste Kirchturm Bayerns.
Das Kollegiatstift Moosburg wurde 1598 auf Veranlassung Herzogs Wilhelm V. nach Landshut (St. Martin) transferiert und dort 1803 aufgehoben. Im Jahre 1937 wurde das alte Kollegiatstift auf die Bitte Kardinal Faulhabers durch Papst Pius XI. wieder eingerichtet.

## Baugeschichte

Der stark untergliederte Turm der Martinskirche von Südwesten

### Vorgängerbau
Der Vorgängerbau der heutigen Kirche stammte wahrscheinlich aus der Zeit der Stadtgründung im Jahre 1204. Bei archäologischen Untersuchungen wurden 1980 im östlichen Teil des Langhauses die Fundamente einer dreischiffigen spätromanischen Basilika von 50 Metern Länge und 27 Metern Breite ergraben, der im Westen ein freistehender Glockenturm mit angebauter Kapelle vorgelagert war. Da beim Wiederaufbau Landshuts nach dem verheerenden Großbrand von 1342 das Straßenniveau um drei Meter angehoben wurde, musste die Kirche neu errichtet werden.

### Die gotische Kirche und ihre Baumeister

#### Hans Krumenauer
Der exakte Baubeginn der gotischen Kirche ist nicht bekannt. Als erster mutmaßlicher Baunachweis gilt eine 1389 verfasste Urkunde, in der ein gewisser „maister Hanns, paumeister czu sand Martein“ als Siegelbittzeuge auftritt. Nach Meinung weiter Teile der Forschung handelt es sich bei jenem maister Hanns bereits um Hans Krumenauer, den späteren Baumeister des Passauer Doms. Peter von Baldass hat diese Behauptung allerdings bereits 1950 angezweifelt, da der Begriff Baumeister im Mittelalter ein weit größeres Bedeutungsspektrum hatte als im heutigen Sprachgebrauch. Erst ein Eintrag im Botenbuch der Bruderschaft des Hospizes zu St. Christoph am Arlberg von 1395 nennt zweifelsfrei einen „Maister Hanns, der K[r]umnauer, stai[n]mecz zu Lannczshut“. Krumenauer zeichnete nicht nur für die Visierung, also den Planriss des Neubaus, der für die nachfolgenden Baumeister verbindlich war, verantwortlich; er errichtete außerdem bis um 1400 den Chor und die Ostpartie des dreischiffigen Langhauses. Für 1390 ist darüber hinaus eine Messstiftung für die Landshuter Patrizierfamilie von Asch belegt, die in dieser Zeit die Magdalenenkapelle nördlich des Chores stiftete. Allerdings endete Krumenauers Tätigkeit in Landshut frühzeitig, als er im Jahre 1405 an die Passauer Dombauhütte berufen wurde.

#### Hans von Burghausen
1406 wird die Bauaufsicht über die neu entstehende Martinskirche an Hans von Burghausen (eigentlich Hanns Purghauser) übertragen. Dafür beschenkte ihn der bayerische Herzog Heinrich der Reiche im selben Jahr mit einem Wohnhaus unmittelbar südlich der Baustelle (heute Anwesen Spiegelgasse 208). Unter Purghausers Leitung entstanden die sieben östlichen Joche des Hallenlanghauses (ohne Gewölbe). Unter ihm entstand ebenfalls das inschriftlich auf 1429 datierte westliche Nordportal.
Nach seinem Tode im Jahre 1432 fand er auf dem Martinsfriedhof neben der Kirche seine letzte Ruhe. Während der Friedhof seit Beginn des 19. Jahrhunderts nicht mehr existiert, erinnert ein Gedenkstein mit Büste an der Außenwand des südlichen Seitenschiffs an den Meister und seine zahlreichen Werke, die er in Altbayern und Österreich hinterlassen hat.

#### Hans Stethaimer
Urheber des Bildwerks ist Purghausers Neffe Hans Stethaimer, der lange Zeit mit Hans von Burghausen gleichgesetzt wurde. Er vollendete die beiden westlichen Joche des Langhauses sowie die Seitenschiffkapellen und begann frühestens 1441 mit dem Bau des weltberühmten Backsteinturms mit den zweigeschossigen Flankenkapellen, der Altdorferkapelle im Norden und der Taufkapelle im Süden. Hans Stethaimer dürfte auch für das um 1452 entstandene Westportal verantwortlich gewesen sein.

#### Stefan Purghauser
Nachdem Stethaimer um 1460/1461 verstorben war, übernahm vermutlich Stefan Purghauser, Sohn des Hans von Burghausen und 1471 als „mayster Stefan [Purghauser] vom Stainwerch“ bezeugt, die Bauleitung. Um 1475 erhielt das bis dahin mit einer provisorischen Flachdecke abgeschlossene Langhaus seine Rippengewölbe (vermutlich Werke des Steinmetzes Thoman Altweckh) sowie ein hohes Satteldach. Erst um 1500, nach über 100 Jahren Bauzeit, wird die Errichtung der Martinskirche mit der Eindeckung des gewaltigen Westturms abgeschlossen.

### Vom 16. Jahrhundert bis heute
1598 wurde auf Betreiben des Herzogs Wilhelm V. von Bayern das Kollegiatstift St. Castulus von Moosburg nach Landshut verlegt; die Martinskirche wurde zur Stiftskirche. 1604 wurden auch die Reliquien des heiligen Kastulus dorthin übertragen. Das Stift wurde 1803 im Rahmen der Säkularisation aufgehoben, aber 1937 (ohne das alte Stiftsvermögen) wiedererrichtet. Im Jahre 2001 wurde die Stiftskirche zur Basilica minor erhoben. Das Stiftskapitel besteht zurzeit aus sechs Kanonikern (Stiftsherren) und dem Vorsitzenden, Stiftspropst (und Pfarrer) Monsignore Franz Joseph Baur.
Die Pfarrei St. Martin befindet sich seit 1. September 2004 in einem sogenannten Pfarrverband mit der Pfarrei Heilig Blut am Landshuter Hofberg. Seit 1. September 2017 bilden die beiden Gemeinden zusammen mit den Pfarreien St. Jodok und St. Peter und Paul die Stadtkirche Landshut. Der Vorstand dieses Pfarrverbandes ist Monsignore Franz Joseph Baur.

## Architektur

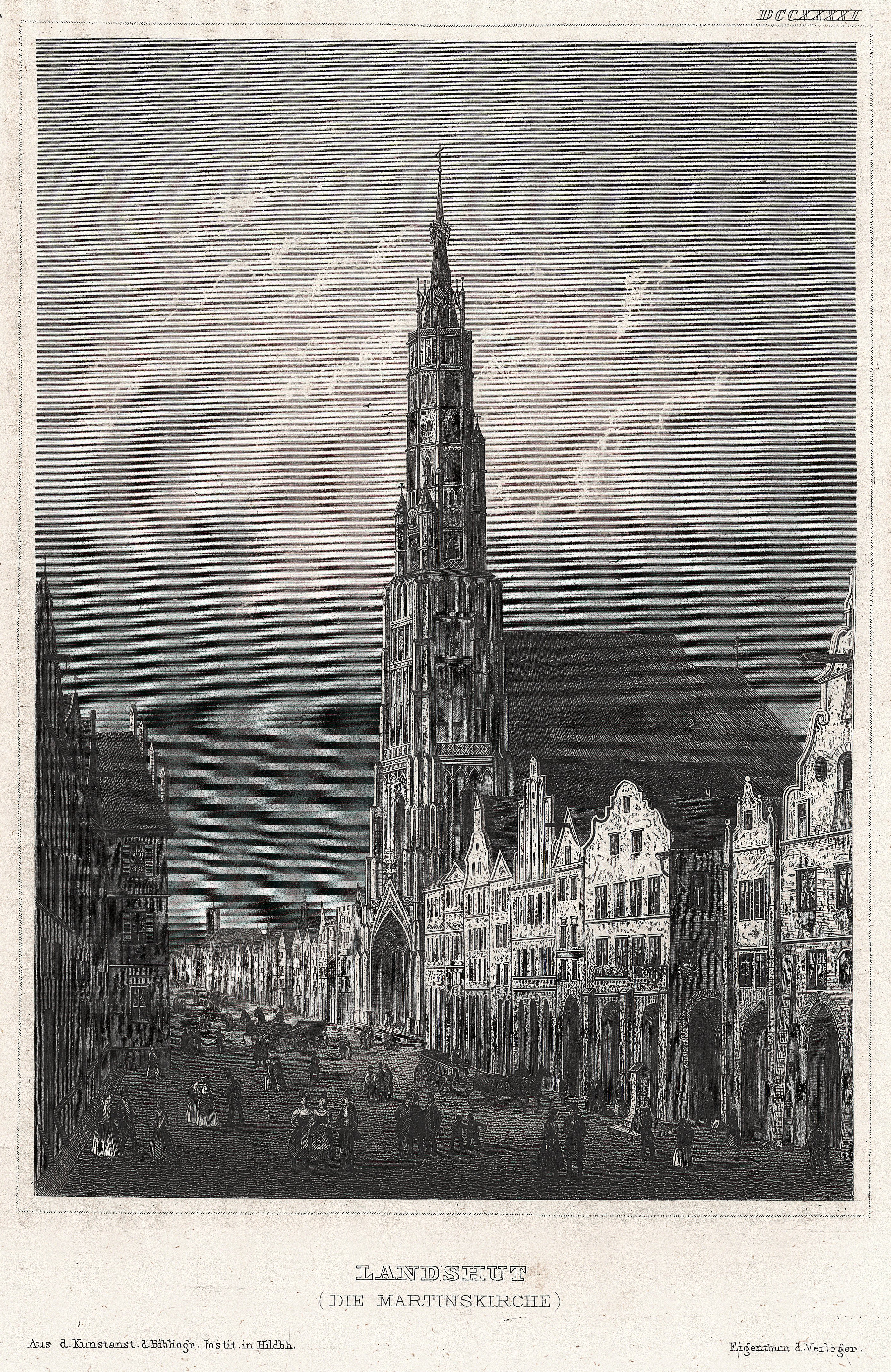
Die Martinskirche um 1857

### Maße
- Innenlänge des Hauptschiffs (mit Chor): 92 Meter
- Innenbreite des Langhauses (mit Einsatzkapellen): 28,65 Meter
- Lichte Innenhöhe der Schiffe: 28,80 Meter
- Turmhöhe: 130,08 Meter[1]
- Bebaute Fläche: 2.668 Quadratmeter

### Baumaterialien
Mit Ausnahme der skulptierten Bauteile (wie Portale, Friese, Maßwerk und Strebepfeilerabdachungen), die aus Haustein bestehen, ist Backstein, der mit Kalkmörtel verbunden ist, das vorherrschende Baumaterial. Als Fundament wurden 5000 Tannenholzpfähle verwendet, die vollständig im Grundwasser stehen, um Fäulnis entgegenzuwirken. Nach dem Zweiten Weltkrieg wurde befürchtet, dass die von der Isarregulierung bewirkte Grundwasserabsenkung die Pfahlgründung gefährden würde.

### Außenbau

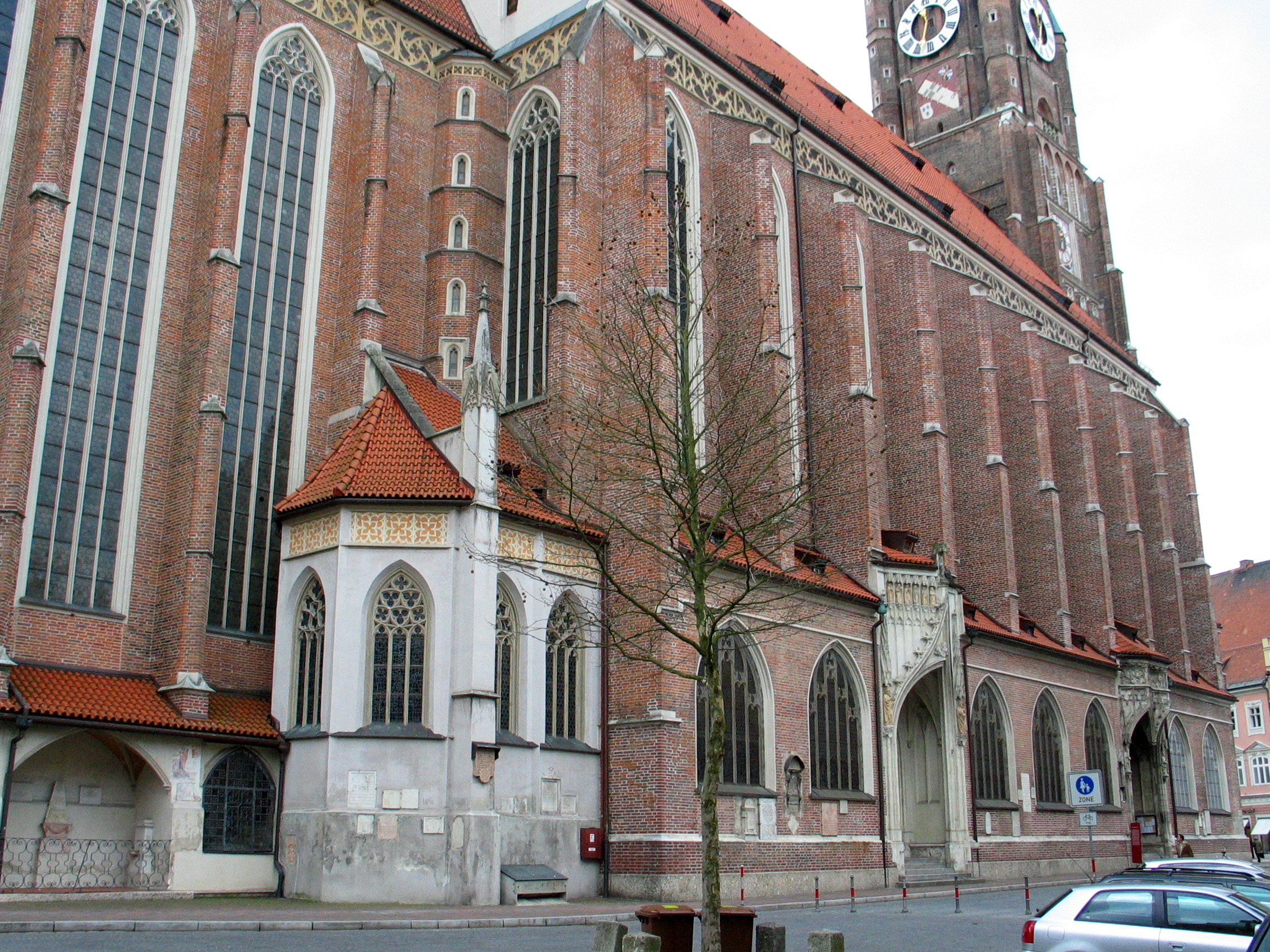
Nordseite der Kirche mit Magdalenenkapelle

#### Langhaus und Chor

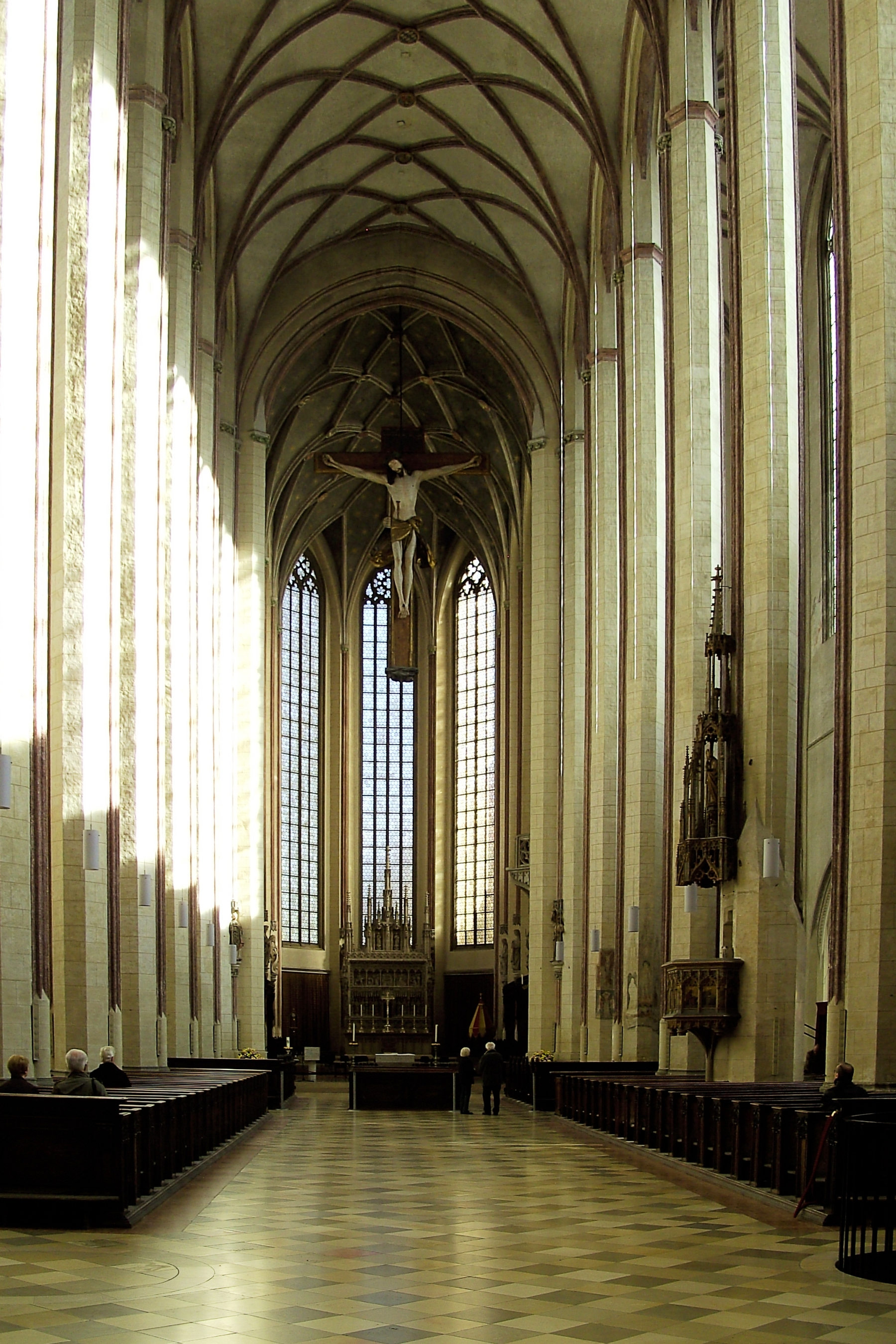
Innenansicht des Mittelschiffs gen Chor

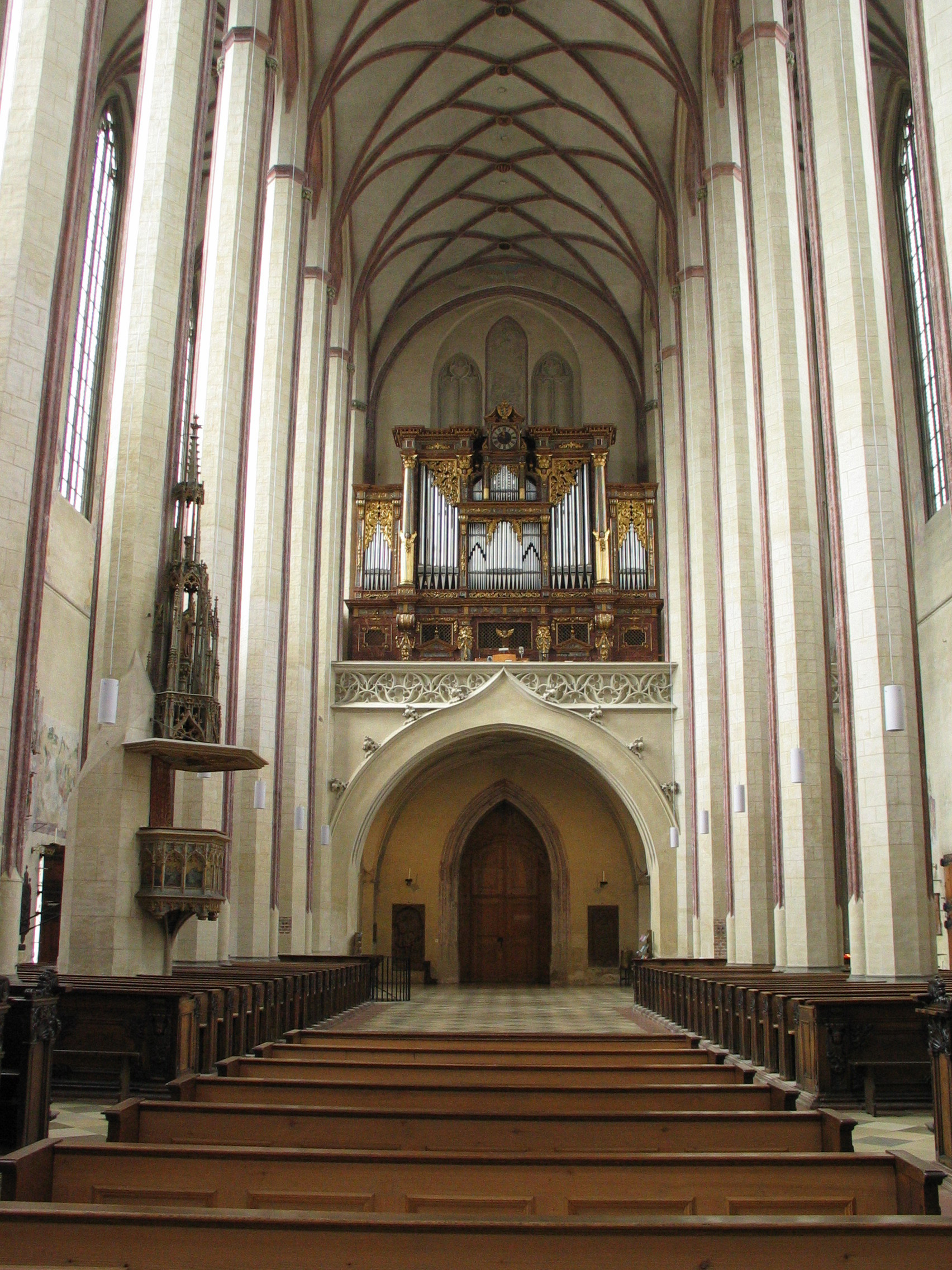
Innenansicht des Mittelschiffs gen Orgelempore

Die Martinskirche ist eine dreischiffige Hallenkirche zu neun Jochen. Zwischen die tiefen Strebepfeiler an den Seitenschiffwänden sind niedrige Einsatzkapellen eingebaut. Am dritten und siebten Joch befinden sich auf beiden Seiten Portalvorhallen mit reich gestalteten Baldachinen aus Haustein. Die Seitenwände des Langhauses sind zweizonig gegliedert: Die Wände der Einsatzkapellen werden durch breitgelagerte, fünfbahnige, die Seitenschiffwände durch hohe, schmale, dreibahnige Maßwerkfenster belichtet, die die Wandflächen zwischen den Strebepfeilern nahezu vollständig ausfüllen. Den Abschluss bildet ein aufgemaltes Friesband aus aneinander gereihten Vierschneußen, das auch den eingezogenen, vierjochigen Chor umläuft; dieser schließt sich im Osten in der Breite des Mittelschiffs an das Langhaus an und ist in fünf Achteckseiten geschlossen. Seine Wandgestaltung gleicht weitgehend der des Langhauses, allerdings enthalten die weit weniger tiefen Räume zwischen den Strebepfeilern lediglich niedrige, offene Bogennischen für Epitaphien und Grabmäler. An seine Südseite ist die Sakristei angebaut. Ihre beiden westlichen Fensterachsen mit Spitzbogenportal und -fenstern stammen noch aus der Gotik, die Ostteile mit eigener Apsis sind barocke Zutaten. An der Nordseite des Chors ist die sogenannte Magdalenenkapelle mit separatem Chorschluss und Eckfiale angebaut. Im Winkel zwischen Chor- und Langhausnordwand befindet sich ein polygonaler Treppenturm auf, über den man in den Dachstuhl gelangt.

#### Turm und Flankenkapellen
An der Westfassade ragt der mit 130,1 Metern höchste Backsteinturm der Welt auf, der auch die Westportalvorhalle enthält. Seine neun Geschosse verjüngen sich nach oben hin und sind durch Lisenen, Spitzbogenblenden und über Eck stehende Streben gegliedert. Am Übergang vom quadratischen zum oktogonalen Geschossgrundriss über dem vierten Stockwerk ragen überdies vier schlanke, sechseckige Treppentürmchen auf. Sie enthalten zwar alle eine Wendeltreppe, jedoch gelangt man nur über den Schnecken in der Südostecke, der die anderen deutlich überragt, in den Glockenstuhl. Zwei filigrane Sprengwerkkronen (die untere ruht auf acht Fialen) umgeben den achtseitigen Spitzhelm. Das Erdgeschoss des Turms wird beidseitig von Kapellenräumen, der Altdorferkapelle und der Taufkapelle, flankiert, deren Westseiten abgeschrägt sind. Ihre beiden Geschosse mit dreibahnigen Maßwerkfenstern teilt ein breiter Vierpassfries.

### Inneres

#### Langhaus und Chor
Das Mittelschiff von St. Martin besteht aus neun Jochen auf querrechteckigem Grundriss. Ihnen entsprechen jeweils neun quadratische Jochräume in den beiden Seitenschiffen; diese sind durch Spitzbogendurchgänge zu den Einsatzkapellen beziehungsweise den seitlichen Portalvorhallen hin geöffnet. Während das südliche Seitenschiff einen geraden Schluss besitzt, setzt sich das nördliche in die Magdalenenkapelle fort. Das westlichste Joch des Langhauses wird vollständig von der Orgelempore eingenommen, die auf drei Spitzbogenarkaden ruht. Die große Arkade im Hauptschiff fasst eine kielbogige Rahmung mit Krabben ein. Die dahinterliegende Brüstung besitzt ornamentalen Schmuck aus Schneuß- und Passformen. Reich profilierte Dienste mit Kämpfern und Blattkapitellen spannen an den schlanken, achteckigen Mittelschiffpfeilern im Mittelschiff ein durchlaufendes Netzgewölbe auf. Die Seitenschiffe besitzen hingegen Sternrippengewölbe, ebenfalls mit kreisrunden Schlusssteinen. Die Seitenschiffgewölbe sind nicht durchlaufend; vielmehr werden die einzelnen Jochräume durch profilierte Scheidbögen voneinander getrennt. Wandseitig lagern sie auf Diensten, die das Profil der Gewölberippen aufnehmen und auf Höhe des Bogenansatzes der Einsatzkapellen durch Figurenbaldachine unterbrochen sind. Als Pendant zu den gegenüberliegenden Freipfeilern befinden sich an den Längswänden der Seitenschiffe nur flache Wandvorlagen. Die Gewölbe der Einsatzkapellen weisen Varianten der Netzrippenfiguration auf. Ein einspringender, gefaster Triumphbogen trennt das Langhaus vom einschiffigen Chor. Dort steigen Wanddienste auf trapezförmigem Grundriss direkt in das Netzgewölbe auf, das im Chorschluss in einem Rippenstern endet.
In der Architektur des Langhauses verbinden sich Elemente der Hoch- und Spätgotik. Ihre besondere Wirkung ergibt sich vor allem aus der starken Vertikalisierung der einzelnen Bauteile, wie sie für die hochgotische Baukunst typisch ist. Bei einer Höhe von 22 Metern haben die Mittelschiffpfeiler nur eine Breite von einem Meter und treten daher für sich als Baumasse kaum in Erscheinung. Zwar besitzen die Pfeiler noch profilierte Gesimse und die Dienste Blattkapitelle, die die tragenden Bauteile optisch vom Gewölbe abgrenzen. Allerdings sind diese Gliederungselemente nur schwach ausgebildet. So entsteht der Eindruck, dass die Pfeiler und Dienste ohne Unterbrechung in die Gewölbe übergehen und diese gleichsam ausstrahlen. Durch den in Längsrichtung gestreckten Oktogongrundriss und die enge Stellung der einzelnen Stützen wirken die Pfeilerreihen für den eintretenden Besucher wie eine durchgehende Wand, die kaum Einblicke in die Seitenschiffe zulässt. Dadurch steigern die Pfeiler nicht nur die vertikale Erstreckung des Raums, sondern sorgen außerdem für eine optische Trennung von Mittel- und Seitenschiffen. Auch dem Chor kommt eine entscheidende Rolle in der Raumgestaltung des Inneren zu. Er weist deutliche Bezüge zur Bettelordensarchitektur des 13. und 14. Jahrhunderts auf und steht damit in der Tradition vergleichbarer und für ihre Entstehungszeit stilistisch konservativer Chöre aus der Hand Hans Krumenauers (unter anderem in der Karmelitenkirche zu Straubing und dem Passauer Dom). Seine Höhe entspricht dem Zweieinhalbfachen seiner Breite. Zusätzlich unterstützen die hohen Maßwerkfenster, die nahezu die gesamte Wandfläche einschließlich der Schildbögen ausfüllen, auch hier das Streben in die Höhe.
Im Zusammenspiel mit dem indirekten Licht der Seitenschifffenster lassen die Chorfenster das Hauptschiff wie einen Lichttunnel zum Presbyterium hin wirken. Dieser Effekt wird durch das durchlaufende Hauptschiffgewölbe noch gesteigert. Während die Bauteile also in der Querrichtung deutlich voneinander abgegrenzt sind, tritt in der Längsrichtung zwischen Hauptschiff und Chor eine (gleichwohl gerichtete) Raumvereinheitlichung ein. Sie ist ein Merkmal der anbrechenden Spätgotik, für die die Aufhebung der Grenzen zwischen den einzelnen Raumteilen – sowohl in Längs- als auch in Querrichtung – charakteristisch ist. Ein spätgotisches Gestaltungsmerkmal sind auch die Einsatzkapellen an den Seitenschiffen, die wohl Hans von Burghausen in Bayern eingeführt hat. Im Vergleich etwa zu den später entstandenen Stadtpfarrkirchen in Dingolfing oder Eggenfelden ist ihre Bedeutung für den Raumeindruck aber gering.

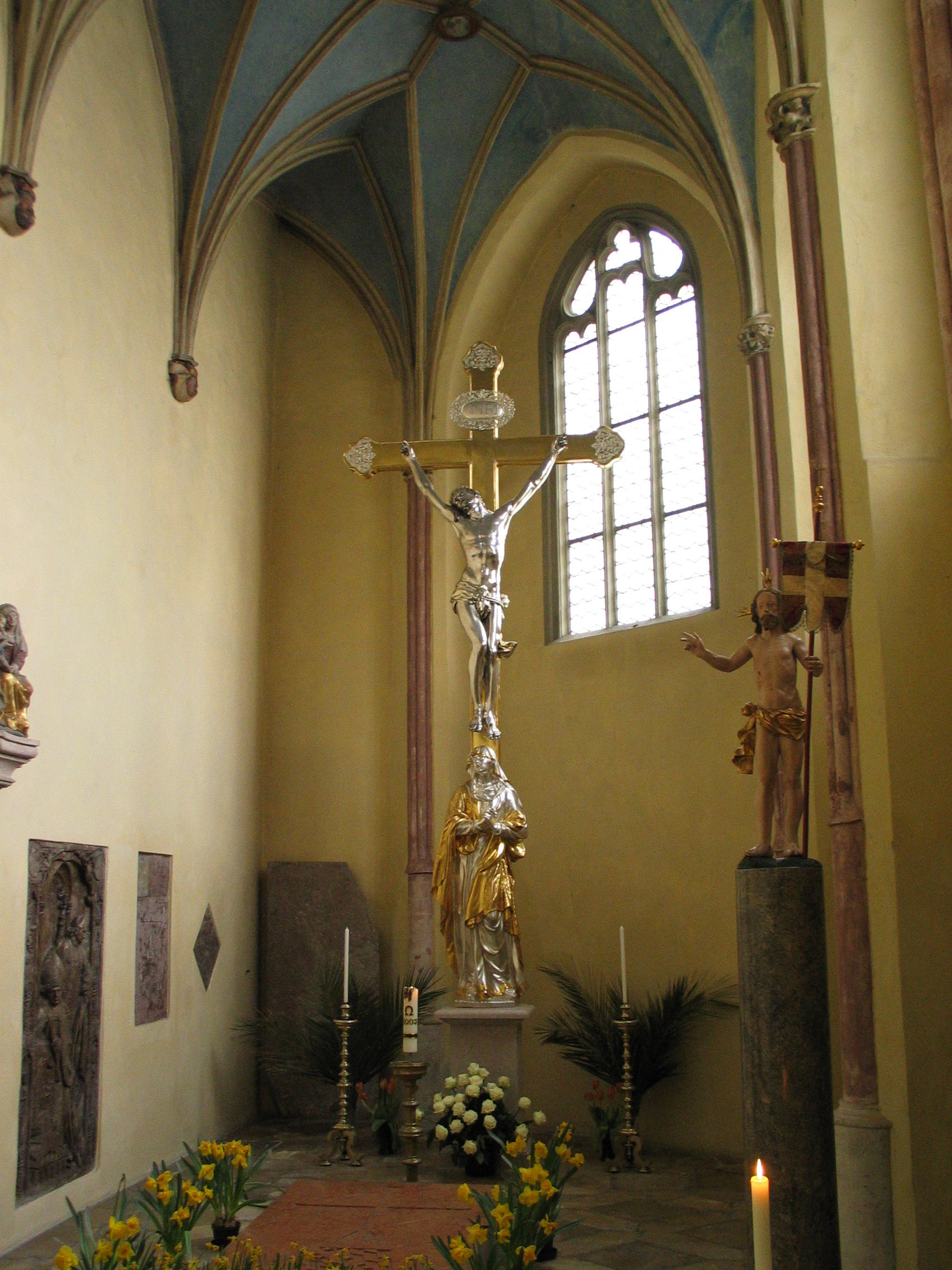
Innenansicht der Altdorferkapelle gen Westen

#### Magdalenenkapelle
Die gleichzeitig mit dem Hauptchor entstandene Magdalenenkapelle liegt in der östlichen Verlängerung des nördlichen Seitenschiffs und ist zu diesem hin durch einen Triumphbogen geöffnet. Wegen des Treppenturms im Winkel zwischen Chor und Langhausostwand ist der Durchbruch aus der Achse gegen Norden verschoben. Der Raum besteht aus zwei kleinen, querrechteckigen Jochen. Sie werden von einem Netzgewölbe in Rautenform auf Wanddiensten mit eingebauten Figurentabernakeln abgeschlossen.

#### Turmflankenkapellen
Die Untergeschosse der Kapellen zu beiden Seiten des Turms sind durch profilierte, spitzbogige Durchgänge in der Westwand des Langhauses zugänglich. Ihr inneres Erscheinungsbild wird entscheidend von dem asymmetrischen Grundriss geprägt, der durch die abgeschrägten Westecken entsteht.
Die südliche Taufkapelle ist im Obergeschoss ungewölbt und im Erdgeschoss mit einem rautenförmigen Rippengewölbe ausgestattet.
Die nördliche, um 1495 geweihte Altdorfer- oder Antoniuskapelle besitzt in beiden Geschossen ein komplizierteres Netzgewölbe. Im Untergeschoss ruhen die Rippen auf der dem Turm zugewandten Wand auf Wappenkonsolen, an der Nordwand auf profilierten Diensten mit Blattkapitellen. Die runden Schlusssteine geben Auskunft über die Namensgebung und den Stifter der Kapelle: Sie zeigen den Adler als Wappen des ehemaligen Bistums Chiemsee und das persönliche Wappen des Bischofs Georg Altdorfer von Chiemsee, der dem Landshuter Patriziat entstammte; zwar befindet sich auch sein Epitaph in der Kapelle, nicht aber seine Grabstätte.

## Bauskulptur

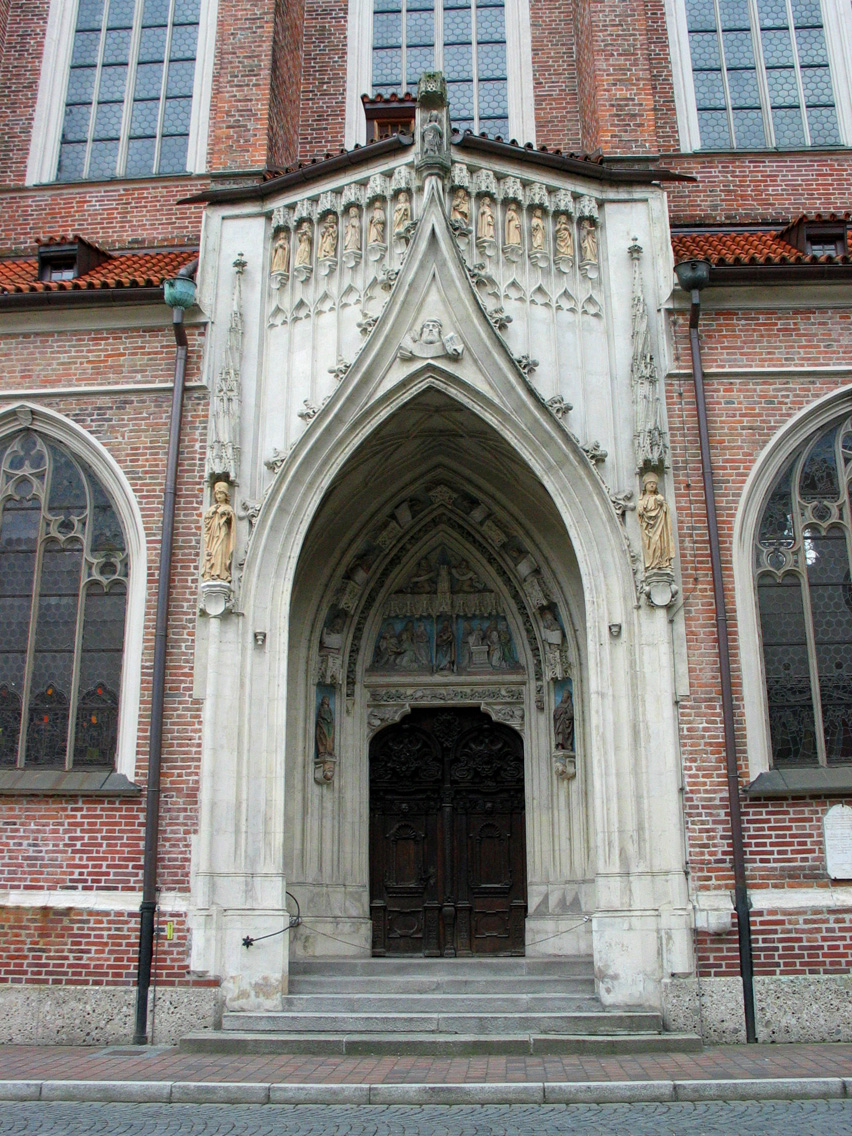
Bauernportal im Südwesten

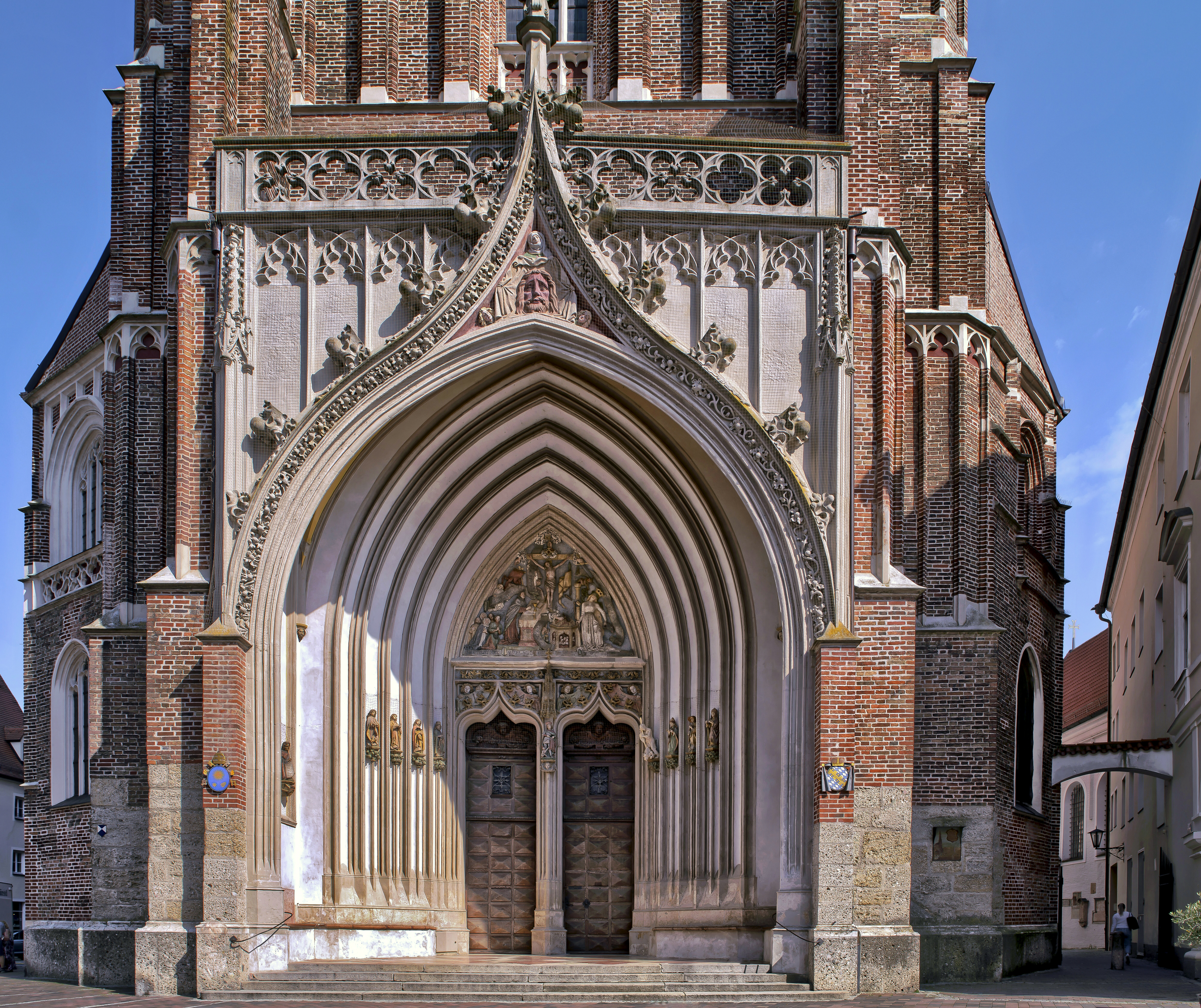
Westportal

### Westportal
Zwischen die kaskadenartig aufsteigenden, mehrfach abgesetzten Strebepfeiler ist auf der Westseite des Turms das Hauptportal eingeschoben. Es wird von der Forschung auf die Zeit um 1452 datiert und ist so unter Hans Stethaimers Leitung entstanden. Die Spitzbogenöffnung der Vorhalle wird von einem mächtigen profilierten Kielbogenrahmen eingefasst, der mit Krabben besetzt ist und von einer Kreuzblume bekrönt wird; dahinter befindet sich eine mit Drei- und Vierpässen durchbrochene Brüstung. In die Kehlen des eigentlichen Portals, das im Inneren der Vorhalle liegt, sind Figuren auf Sockeln eingestellt, ebenso in den Trumeau.

### Seitenportale
Ähnlich wie das Westportal sind auch die Seitenportale zu beiden Seiten des dritten und siebten Seitenschiffjochs mit reich skulptierten Baldachinen versehen. Ihre Entstehungszeit ist in der Forschung umstritten. Das Nordwestportal trägt als ältestes die Jahreszahl 1429. Für die drei übrigen Portale wird ein Entstehungszeitraum zwischen 1450 und 1480 angenommen, wobei das Südwestportal als das jüngste angesehen wird.
Die einander diagonal gegenüberliegenden Portale sind jeweils analog gestaltet: Das Bauernportal im Südwesten (um 1480/90) und das Brautportal Nordosten (um 1465) weisen keilförmig auskragende Baldachine mit Figurenreihe unter dem Kranzgesims und einbeschriebener Spitzbogenöffnung mit Kielbogenrahmung auf; Figurentabernakel mit bekrönenden Fialen rahmen die Vorhallenfassaden. Die Baldachine von Taufportal im Südosten (um 1450/55) und Bürger- oder Linbrunnerportal Nordwesten (1429) sind in doppelten Spitzbögen geöffnet, die von Kielbogenrahmen mit Kreuzblumen eingefasst sind und einen sägeförmigen Grundriss beschreiben.

## Ausstattung

### Altäre

#### Hochaltar

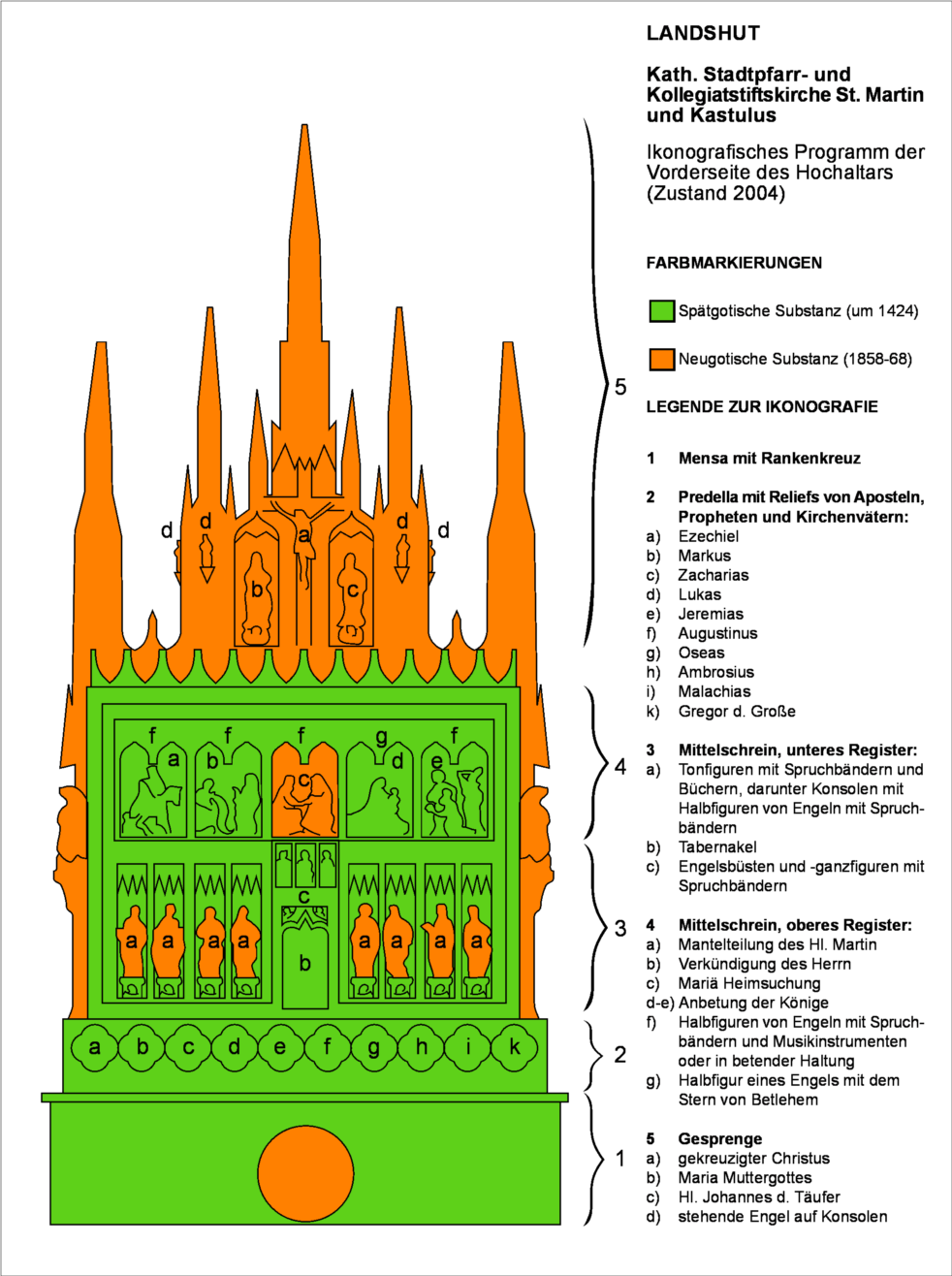
Ikonografisches Programm der Vorderseite des Hochaltars

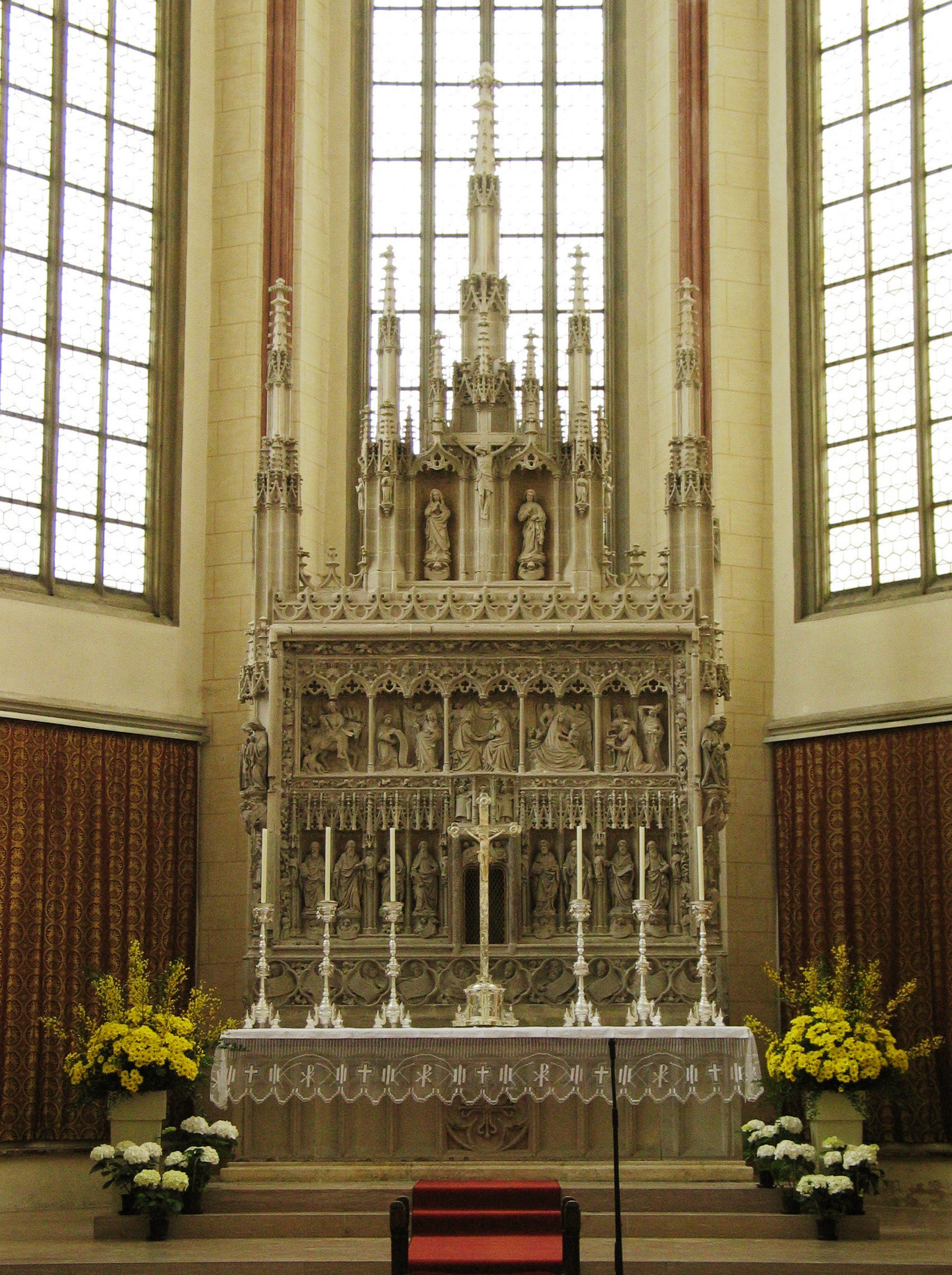
Ansicht der Vorderseite des Hochaltars

Ein Unikum im altbayerischen Raum ist der bauzeitliche Hochaltar im Chorhaupt, dessen Schrein und Gesprenge vollständig aus Sandstein gemeißelt sind. Eine Stiftungsinschrift auf dem Spruchband eines Engels auf der Rückseite weist darauf hin, dass der Altar um das Jahr 1424 geschaffen wurde. Ausführender Bildhauer war vermutlich Hans Stethaimer, der gleichzeitig den Bau der Martinskirche leitete. Während der Barockisierung 1664 wurde der Altar entgegen der üblichen Vorgehensweise nicht abgebrochen; vielmehr diente er als Unterbau für ein zeitgenössisches Retabel des Hofschreiners Augustin Kien(d)le mit einem Altarblatt der Himmelfahrt Mariens von Johann de Pay und Hieronymus Münderlein. Bei der Regotisierung im Jahr 1857 entfernte man den barocken Aufbau und versuchte, das ursprüngliche Aussehen des spätgotischen Retabels wiederherzustellen. Neu geschaffen wurden unter anderem die hölzernen Altarflügel, die bereits wieder entfernt wurden, die Figurenreihe des unteren und das Mittelrelief des oberen Registers (Original 1832 zerstört, Neufassung von Max Puille) sowie das Gesprenge. Der Altar besteht aus einer Mensa mit einem von Maßwerkblenden und einem Vierpass mit Rankenkreuz gezierten Stipes (vgl. auch nebenstehende Schemazeichnung). Die niedrige Predella nehmen die als Hochreliefs gearbeiteten Halbfiguren von Aposteln, Propheten und Kirchenvätern in Vierpassrahmen ein. Ein breiter Profilrahmen fasst den kastenartigen Altarschrein ein. Er ist in zwei Register unterteilt, in die Figuren und Reliefs aus gebranntem Ton eingestellt sind. Die heutige steinfarbige Fassung stammt aus dem 19. Jahrhundert; die gotischen Originalfiguren und -reliefs waren allerdings farbig bemalt. Zwischen Puilles acht Ganzfiguren unter Baldachinen im unteren Register befindet sich der Tabernakel mit kielbogiger Öffnung und begleitenden Engelsreliefs. Er gehört zum originalen gotischen Bestand des Altars und stellt eine Besonderheit in einer Zeit dar, in der in den Kirchen vom Altar getrennte Sakramentshäuser zur Hostienaufbewahrung noch die Regel waren. Das obere Register des Schreins enthält fünf Reliefs: Die Mantelteilung des Kirchenpatrons St. Martin, die neugotische Verkündigung des Herrn und die zwei Felder umfassende Anbetung der Könige. Zwei große, achteckige Tabernakeltürme mit Figurennischen und bekrönenden Fialen fassen den Mittelschrein ein. Drei weitere bilden das Gesprenge mit der zentralen Kreuzigungsgruppe. Auch die Rückseite des Altars ist aufwändig skulptiert. Die dargestellten Personen tragen eine Fülle von Spruchbändern, die Texte mit Bezug zur Eucharistie enthalten. In der Predellenzone befinden sich, analog zur Vorderseite, die Halbfiguren von Propheten und Aposteln. Im oberen Register des Schreins stehen neugotische Apostelstatuen auf figurierten Konsolsteinen, die ebenfalls Propheten zeigen.

#### Volksaltar und Ambo

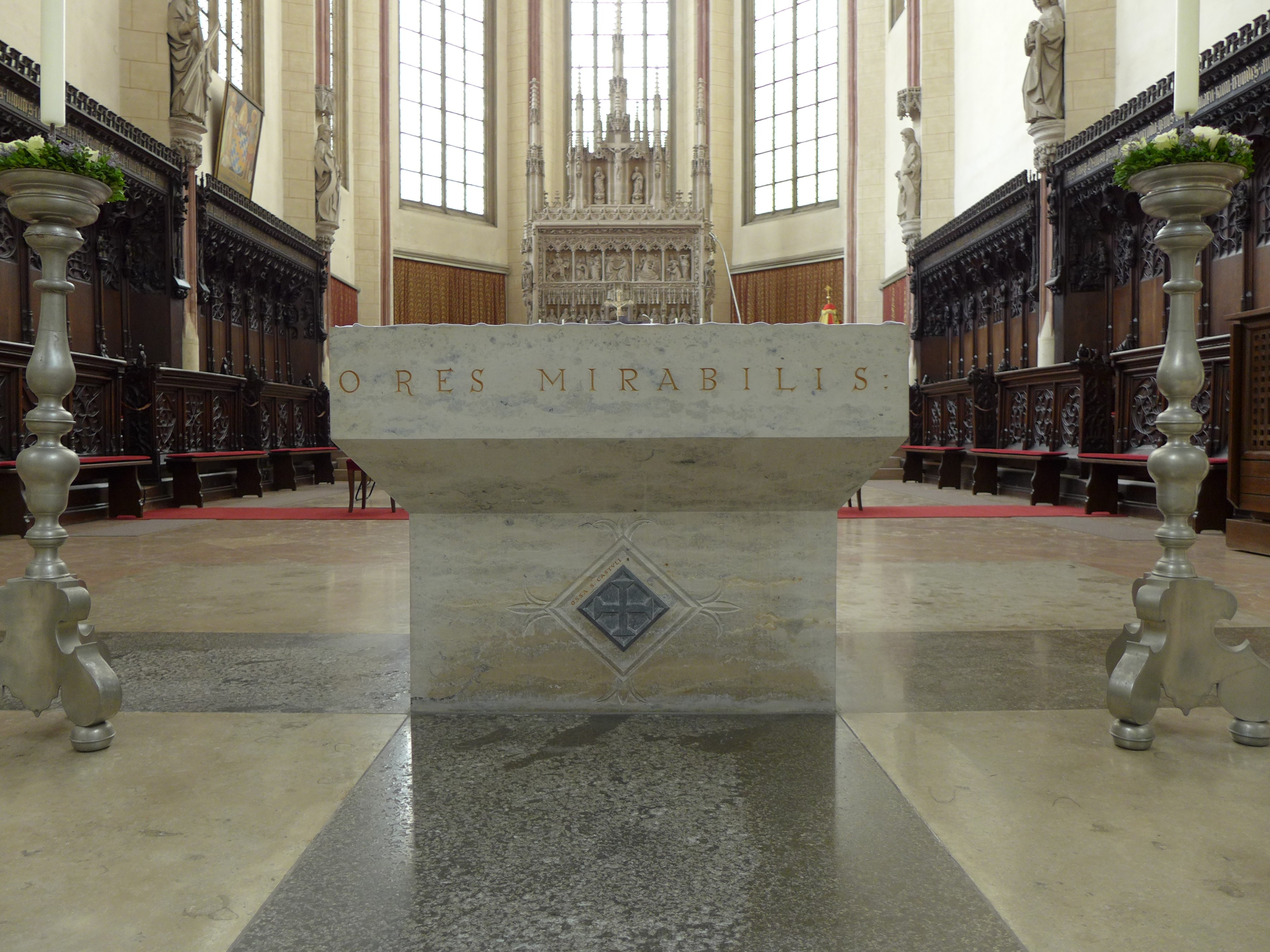
Volksaltar
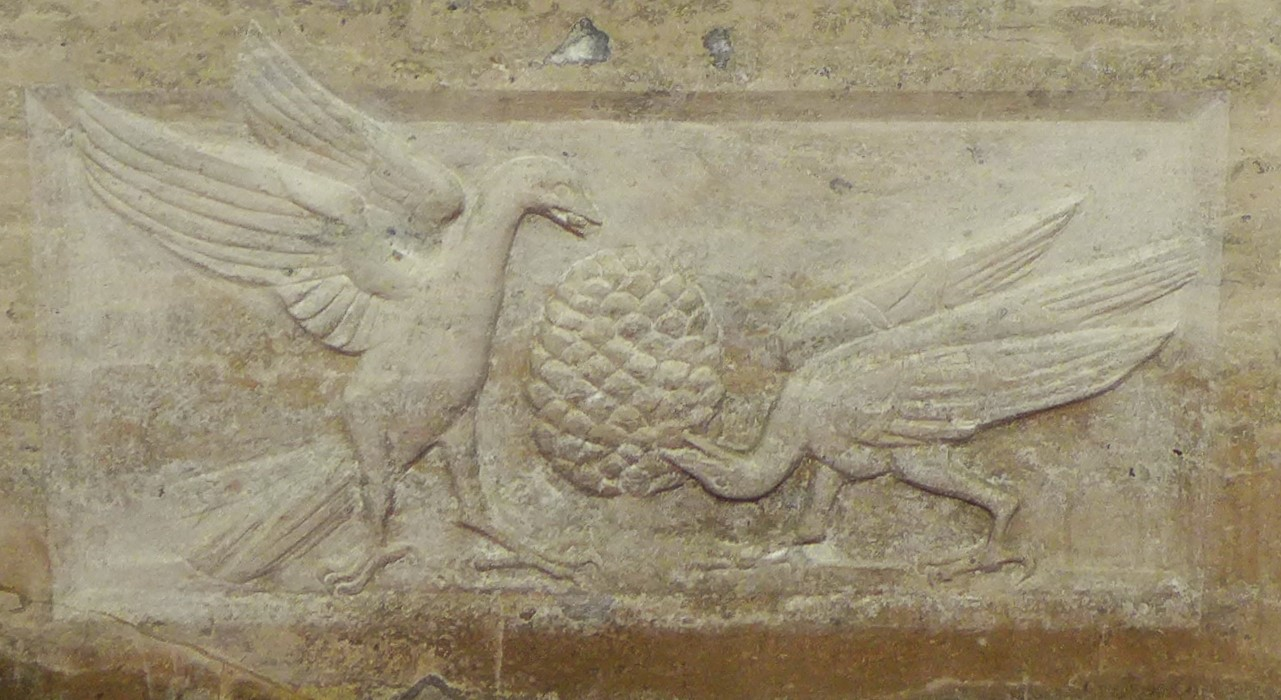
Volksaltar, Vogelrelief mit Zirbelnuss
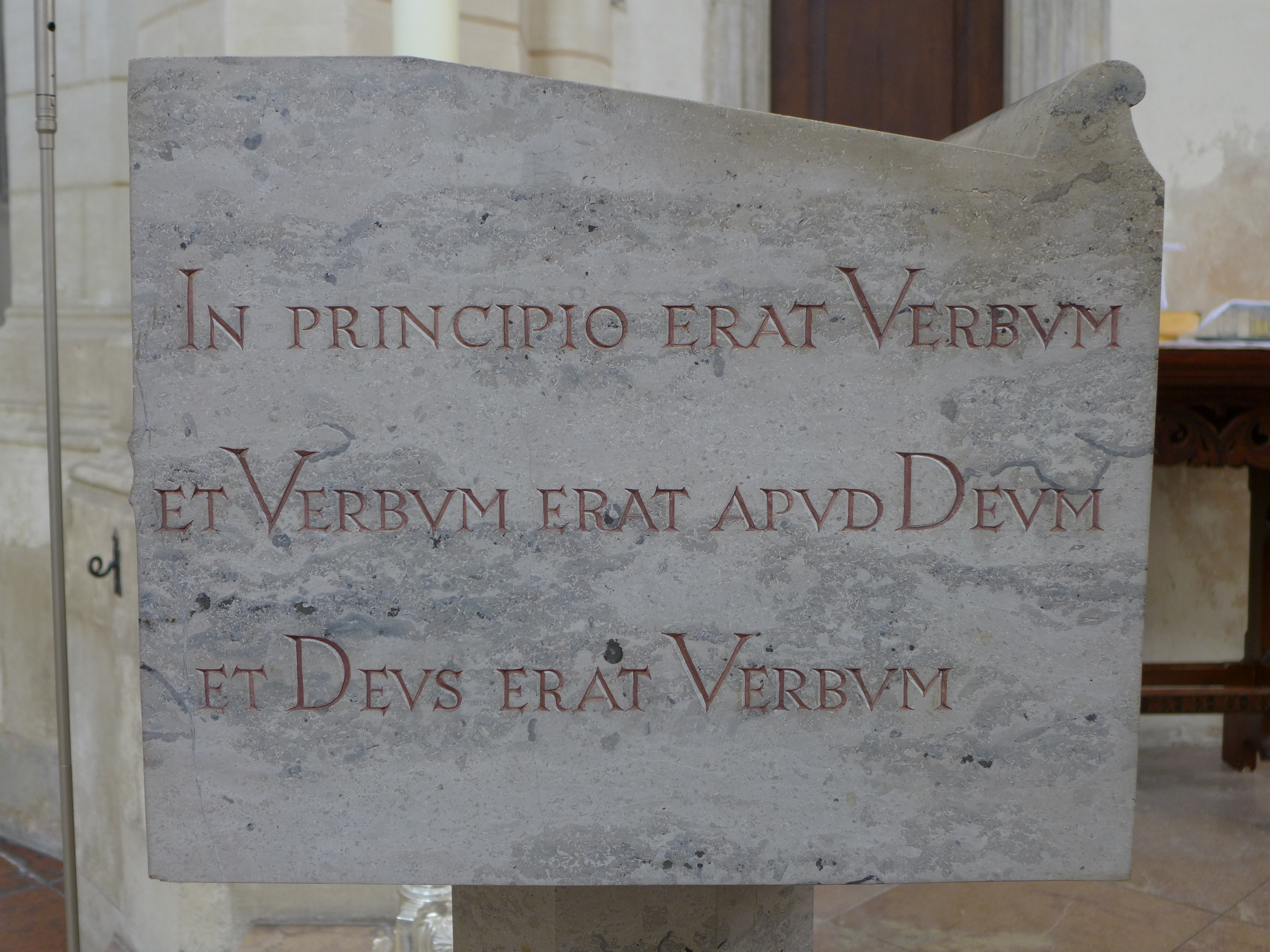
Ambo mit Inschrift aus dem Johannesprolog
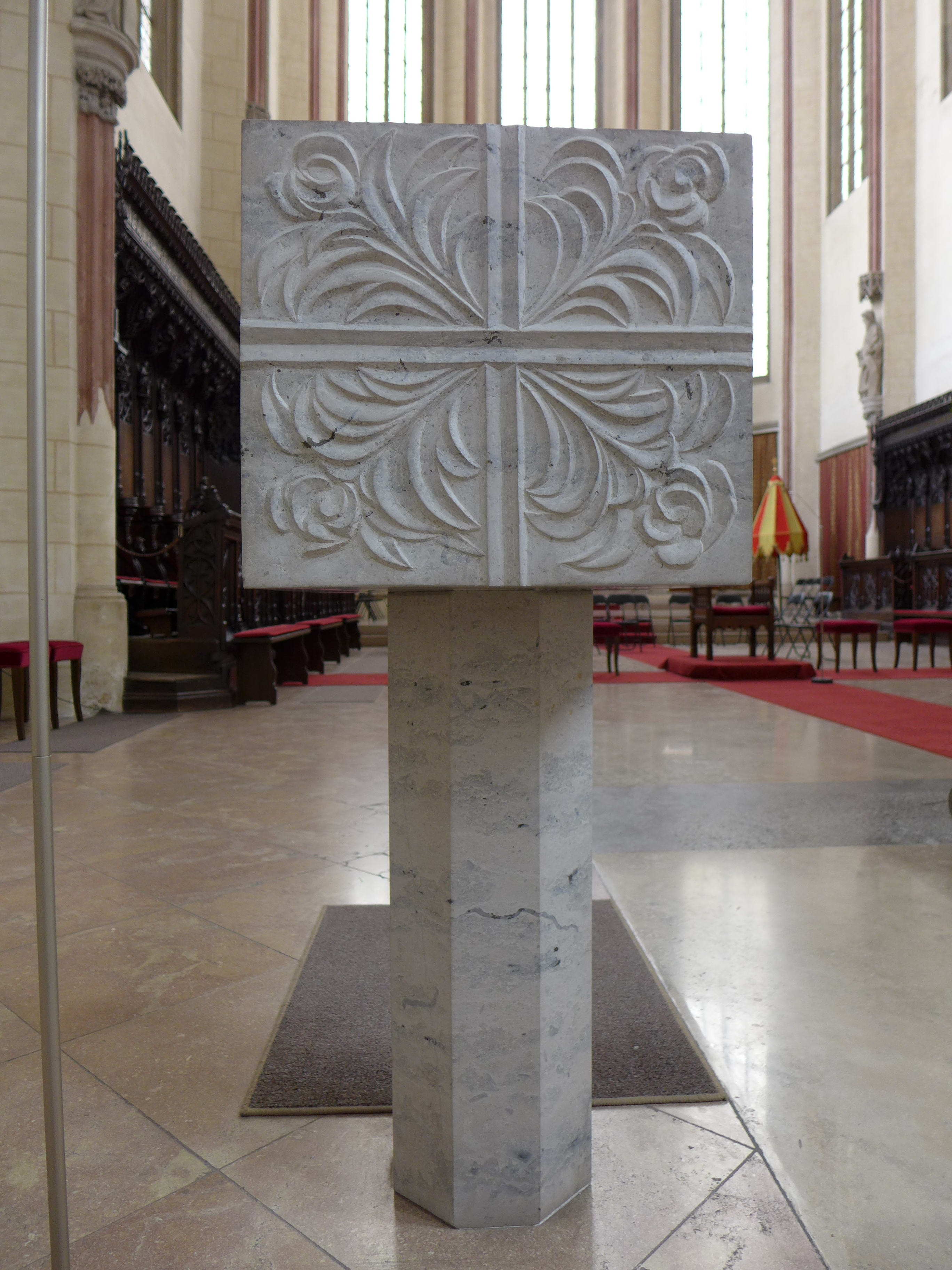
Vorderseite des Ambo

Der Volksaltar wurde wie auch der Ambo im Jahr 1983 von dem Münchner Bildhauer Hans Wimmer aus hellgrauem Stein gefertigt. Beide Ausstattungsstücke sind sehr schlicht gehalten und lenken die Aufmerksamkeit des Kirchenbesuchers gezielt auf den kunstvollen gotischen Hochaltar. Der Ambo trägt seitlich als Inschrift den Beginn des Johannesevangeliums in lateinischer Sprache: „In principio erat verbum et verbum erat apud Deum et Deus erat verbum“ (deutsche Übersetzung: „Im Anfang war das Wort, und das Wort war bei Gott, und Gott war das Wort“). Dabei sind die Buchstaben I, V, V, D, D, V in Großbuchstaben geschrieben. Die Vorderseite des Lesepultes zeigt ein Kreuzrelief, aus dessen Winkeln vier Rosen sprossen.
Die über den Altarstipes hinauskragende Altarmensa trägt die umlaufende lateinische Inschrift: “O RES MIRABILIS: MANDUCAT DOMINUM PAUPER SERVUS ET HUMILIS” (deutsche Übersetzung: „O wunderbare Sache! Es isst den Herrn ein Armer, ein Sklave und ein Geringer.“). Die Passage entstammt dem Panis angelicus, einem dem Thomas von Aquin zugeschriebenen Hymnus des 13. Jahrhunderts. Der Stipes ist auf der Vorderseite mit einem Kreuzrelief versehen. Dahinter verbirgt sich ein Reliquiengrab mit den Knochen des heiligen Kastulus, worauf auch die lateinische Inschrift „Ossa S. Castuli“ hinweist. Auf den beiden Seiten des Stipes befinden sich zwei unterschiedliche Sternmuster. Die Rückseite wird von zwei Vögeln geschmückt, die sich an einer Zirbelnuss, einem Symbol der Auferstehung und Unsterblichkeit, laben.

### Bildwerke

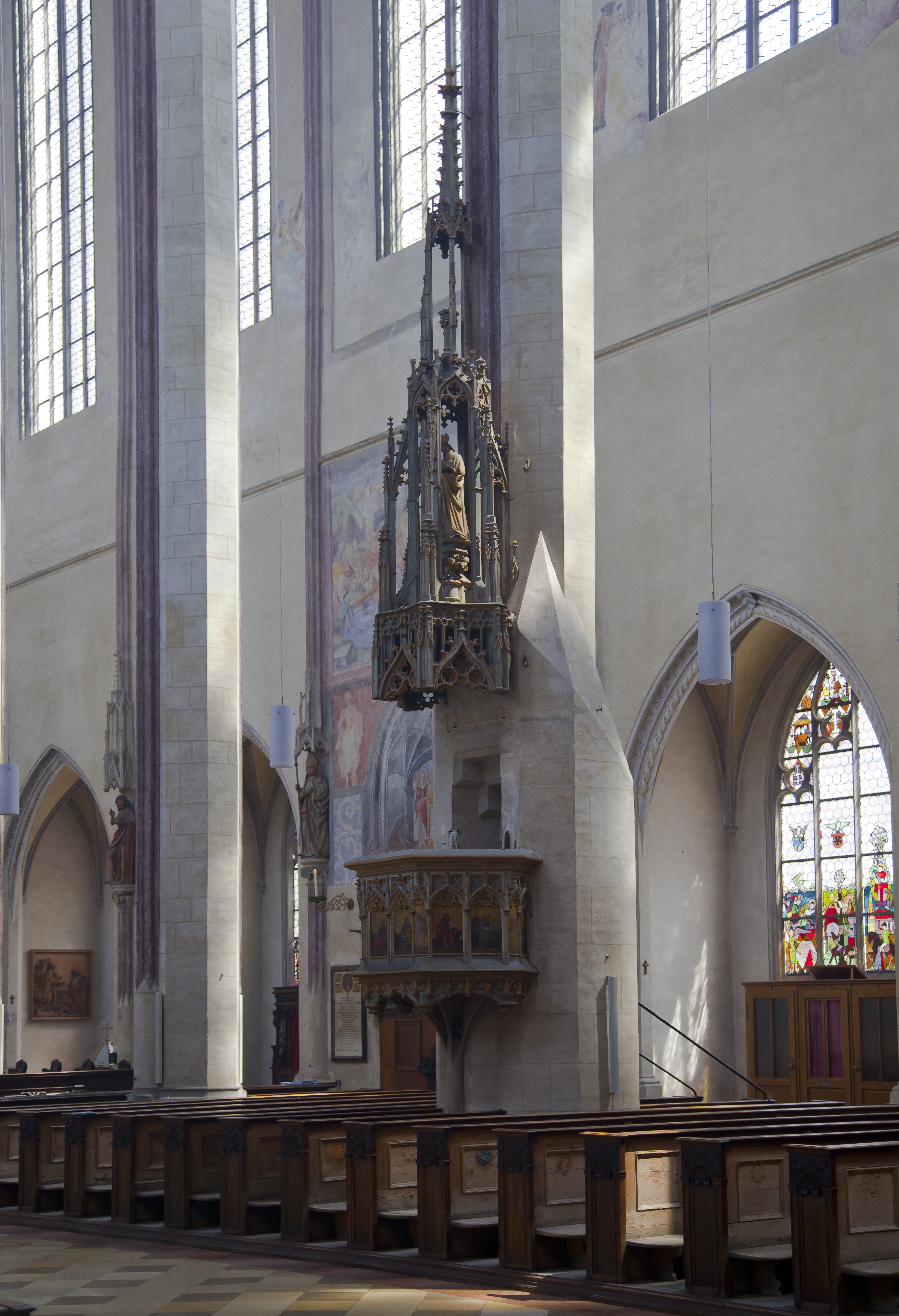
Gotische Kanzel (1429)

Ein bedeutendes Kunstwerk der gotischen Steinbildhauerei ist die aus einem einzigen Stein gehauene sechseckige Kanzel von 1429. Das Chorbogenkreuz von 1495 hat eine Gesamtlänge von 8 m. Der aus einem Lindenstamm geschnitzte Körper hat eine Länge von 5,80 m und eine Armweite von 5,40 m und ist eines der größten Kruzifixe der Spätgotik. Es wurde von dem Ulmer Bildschnitzer Michel Erhart in ähnlicher Weise wie sein berühmtes Kruzifix in Schwäbisch Hall gefertigt. Das in Eichenholz geschnitzte und reich verzierte Chorgestühl stammt aus der Zeit um 1500. Es ist das wohl schönste seiner Art in Niederbayern und diente als Vorbild für das der Stiftspfarrkirche in Altötting. Bemerkenswert ist auch die um 1520 von Hans Leinberger geschaffene „Rosenkranzmadonna“, eines der bedeutendsten Kunstwerke dieses Meisters. Die überlebensgroße Marienfigur ist an der östlichen Stirnwand des Südschiffs zu sehen und befand sich früher in der nahen Dominikanerkirche.
Interessant sind auch die zahlreichen Grabdenkmäler des 15. und 16. Jahrhunderts. Besonders stattlich sind die der ehemaligen Landshuter Kanzler ausgeführt, darunter die Grabplatten des Doktors Martin Mair († 1481) von dem Münchener Steinmetzen Matthäus Haldner, des Doktors Wolfgang Viehbeck († 1576) von Hans Werner sowie von Augustin Baumgartner († 1599) von Hans Maas. Außerdem sind die „Rittergrabsteine“ des herzoglichen Landschreibers Caspar Flitzinger († 1440) von Hans Stethaimer, des Hans Veit von Törring († 1582) von Christoph Kofler und des herzoglichen Rates Wolf von Asch zu Asch († 1589) von Hans Werner. Das Rotmarmorepitaph des Bischofs Georg Altdorfer von Chiemsee († 1495) stammt von dem Augsburger Bildschnitzer Hans Peuerlin d. M. Die Epitaphien der Patrizierfamilien Schweibermair, Schilthack, Leoman und Hammerpeck wurden von dem Burghauser Steinmetz Franz Sickinger angefertigt.

### Orgeln

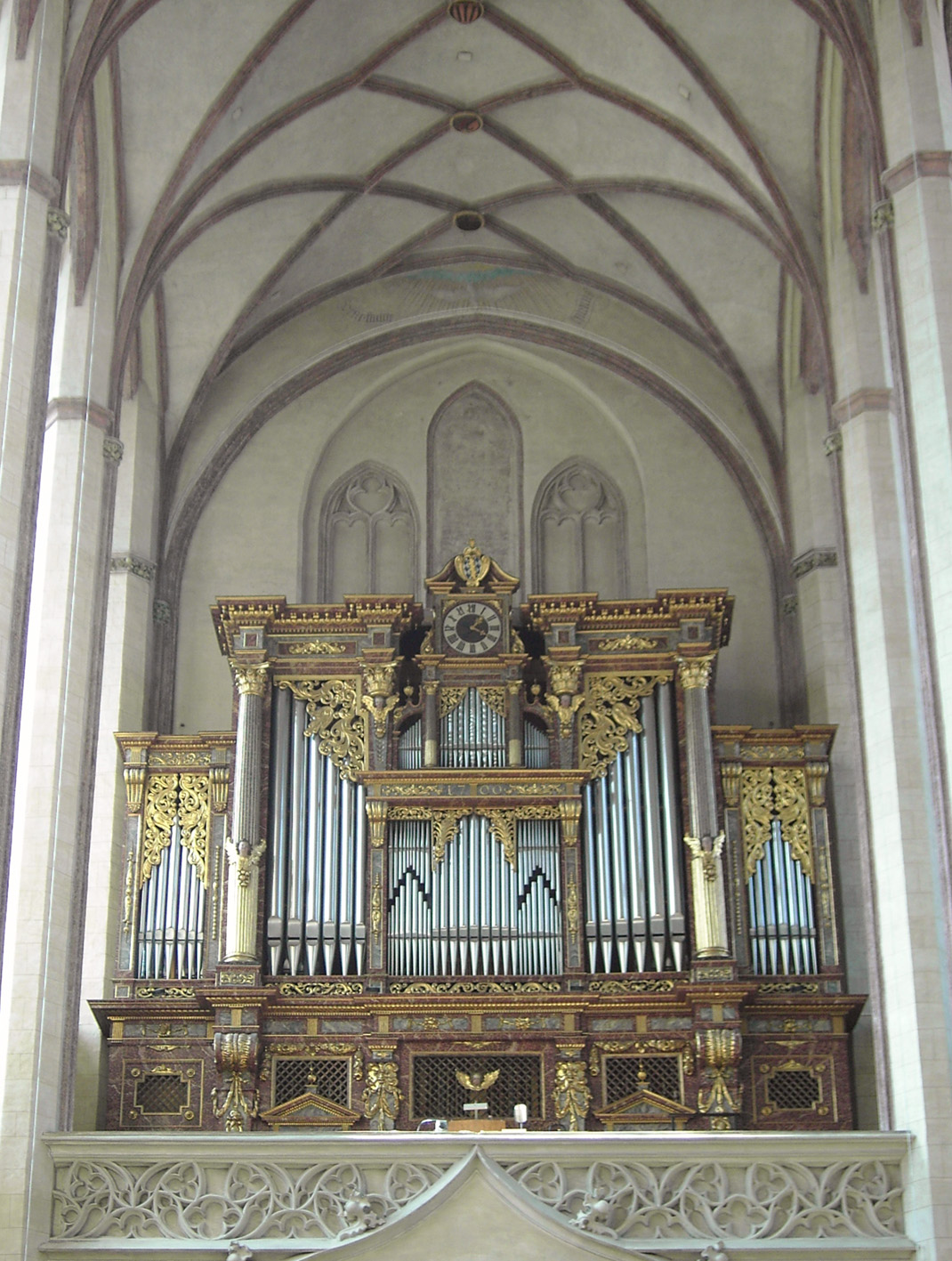
Barocker Orgelprospekt von Hans Georg Weißenburger (um 1625)

Die Martinskirche verfügt über zwei Orgeln: die Hauptorgel auf der Westempore mit 75 Registern auf vier Manualen und Pedal sowie die Chororgel mit sieben Registern auf einem Manual und Pedal.

#### Hauptorgel
Bereits für das Jahr 1485 ist auf dem „Musikchörlein“ über der Sakristei eine kleine Orgel belegt. Die Westempore wurde erst nach der Übertragung des Stiftskapitels von Moosburg nach Landshut eingezogen. Wenig später erhielt die Martinskirche ihre erste Großorgel. Früher ging man davon aus, dass diese um 1620/25 von dem aus Irlbach bei Straubing stammenden und in München tätigen Orgelbauer Hans Lechner gefertigt wurde. Neuere Forschungen legen jedoch nahe, dass Christoph Egedacher d. J. als der gleichnamigen Straubinger Orgelbauerfamilie Meister der ersten Großorgel der Martinskirche war. Demnach wurde die Orgel erst um 1680 errichtet. Da der heute noch existierende Orgelprospekt aber bereits ab 1625 von dem Landshuter Schreiner Hans Georg Weißenburger errichtet wurde, bestehen durchaus Zweifel an dieser neuen Vermutung.
Diese erste Großorgel von Lechner oder Egedacher besaß mindestens 15 Register auf wohl zwei Manualen und Pedal. Die einzelnen Register lassen jedoch nicht mehr zuordnen, da nur noch die originalen Registerbretter erhalten sind.

| Portuzial | 8′ |
| Prinzipal | 8′ |
| Mixtur IV |    |
| Cornet II |    |

| Cimbel III |    |
| Gedackt    | 8′ |
| Sifflet    | 4′ |
| Flöte      | 4′ |

| Solo      | 8′  |
| Bourdon   | 8′  |
| Subbass   | 16′ |
| Oktavbass | 8′  |

| Quintbass     | 6′  |
| Mixturbass    | 4′  |
| Prinzipalbass | 16′ |

Im Jahr 1864 erfolgte eine grundlegende Restaurierung dieser immer wieder umgebauten ersten Orgel. Danach waren folgende Register vorhanden:
| Prinzipal  | 8′ |
| Oktav      | 4′ |
| Quint      | 3′ |
| Mixtur IV  |    |
| Cimbel III |    |

| Cornet IV |    |
| Porton    | 8′ |
| Copel     | 8′ |
| Gamba     | 8′ |
| Horn      | 4′ |

| Pordon | 8′ |
| Viola  | 8′ |
| Flöte  | 4′ |
| Horn   | 2′ |
| Copel  | 8′ |

| Prinzipalbass | 16′ |
| Subbass       | 16′ |
| Oktavbass     | 4′  |
| Violon        | 8′  |
| Mixturbass IV |     |

Da sich um 1900 die Orgel in einem sehr schlechten Zustand befand, wurde 1914 in das historische Gehäuse von Hans Georg Weißenburger ein Orgelwerk der Firma Heinrich Koulen & Sohn eingebaut. Dieses umfasste 70 Register auf drei Manualen und Pedal und gilt als letzte bayerische Großorgel der Romantik. Dies bedeutete eine deutliche Vergrößerung im Vergleich zur Vorgängerorgel, sodass der Prospekt um die beiden seitlichen Pedaltürme erweitert werden musste. Das Instrument wurde im April 1945, also kurz vor dem Ende des Zweiten Weltkriegs durch eine amerikanische Panzergranate schwer beschädigt, konnte aber mit leicht veränderter Disposition wieder aufgebaut werden. Weitere kleine Reparaturen erfolgten durch Julius Zwingel 1955 und Ludwig Wastlhuber 1968. Zuletzt umfasste das Orgelwerk insgesamt 72 Register. 1983 wurde das Instrument aufgrund sich häufender Reparaturen abgebaut. Es befindet sich heute im Orgelzentrum Valley von Sixtus Lampl, wo es im Depot eingelagert ist. Die Original-Disposition (mit 70 Registern) von Heinrich Koulen aus dem Jahr 1914 lautete folgendermaßen:

| I Manual C–a3 |                  |        |
| 1.            | Principal        | 16′    |
| 2.            | Bourdan          | 16′    |
| 3.            | Principal        | 8′     |
| 4.            | Quintatön        | 8′     |
| 5.            | Gamba            | 8′     |
| 6.            | Flauto Major     | 8′     |
| 7.            | Gemshorn         | 8′     |
| 8.            | Gedackt          | 8′     |
| 9.            | Dolce            | 8′     |
| 10.           | Quinte           | 5 1⁄3′ |
| 11.           | Oktav            | 4′     |
| 12.           | Harmonieflöte    | 4′     |
| 13.           | Fugara           | 4′     |
| 14.           | Oktav            | 2′     |
| 15.           | Kornett 3f.      | 2 ⁄3′  |
| 16.           | Rauschquinte 2f. | 2 ⁄3′  |
| 17.           | Mixtur 4-6f.     | 2 ⁄3′  |
| 18.           | Fagott           | 16′    |
| 19.           | Trombone         | 8′     |
| 20.           | Klairon          | 4′     |

| II Manual C–a3 |                    |       |
| 21.            | Quintatön          | 16′   |
| 22.            | Geigenprincipal    | 8′    |
| 23.            | Traversflöte       | 8′    |
| 24.            | Rohrflöte          | 8′    |
| 25.            | Alpenhorn          | 8′    |
| 26.            | Salicional         | 8′    |
| 27.            | Aeoline            | 8′    |
| 28.            | Praestant          | 4′    |
| 29.            | Flauto Dolce       | 4′    |
| 30.            | Gemsquint          | 2 ⁄3′ |
| 31.            | Flageolet          | 2′    |
| 32.            | Harmonica Aetheria | 2 ⁄3′ |
| 33.            | Englisch Horn      | 8′    |
| 34.            | Klarinette         | 8′    |

| III Schwellwerk C–a3 |                  |        |
| 35.                  | Lieblich Gedackt | 16′    |
| 36.                  | Hornprincipal    | 8′     |
| 37.                  | Quintatön        | 8′     |
| 38.                  | Konzertflöte     | 8′     |
| 39.                  | Zart Gedackt     | 8′     |
| 40.                  | Gamba            | 8′     |
| 41.                  | Vox Coelestis    | 8′     |
| 42.                  | Fernflöte        | 8′     |
| 43.                  | Hohlflöte        | 4′     |
| 44.                  | Violine          | 4′     |
| 45.                  | Quinte           | 2 ⁄3′  |
| 46.                  | Piccolo          | 2′     |
| 47.                  | Terzflöte        | 1 3⁄5′ |
| 48.                  | Septime          | 1 ⁄7′  |
| 49.                  | Sifflet          | 1′     |
| 50.                  | Fagott           | 16′    |
| 51.                  | Trompete         | 8′     |
| 52.                  | Oboe             | 8′     |
| 53.                  | Vox Humana       | 8′     |
| 54.                  | Horn             | 4′     |
|                      | Tremulant        |        |

| Pedal C–f1 |              |         |
| 55.        | Principal    | 16′     |
| 56.        | Violon       | 16′     |
| 57.        | Subbaß       | 16′     |
| 58.        | Dolce        | 16′     |
| 59.        | Stillgedackt | 16′     |
| 60.        | Quintbaß     | 10 2⁄3′ |
| 61.        | Gedackt      | 8′      |
| 62.        | Cello        | 8′      |
| 63.        | Flöte        | 8′      |
| 64.        | Quinte       | 5 1⁄3′  |
| 65.        | Oktavflöte   | 4′      |
| 66.        | Mixtur 6f.   | 5 1⁄3′  |
| 67.        | Kontratuba   | 32′     |
| 68.        | Posaune      | 16′     |
| 69.        | Trompete     | 8′      |
| 70.        | Clarino      | 4′      |

- Spielhilfen: 3 freie Kombinationen

Die Koulen-Orgel wurde 1984 durch das heutige Instrument ersetzt, das Opus 51 des Landshuter Orgelbauers Ekkehard Simon. Die feierliche Einweihung der Orgel, bis heute eine der größten im Erzbistum München und Freising, erfolgte am 11. November 1984, dem Festtag des Kirchenpatrons St. Martin. Im Jahr 2013 erfolgte eine Generalreinigung durch die Firma Thomas Jann aus Allkofen bei Laberweinting. Zur gleichen Zeit erhielt die Orgel auch einen neuen, direkt an das Gehäuse angebauten Spieltisch – wie bereits bei der Orgel von Lechner oder Egedacher. Die Simon-Orgel umfasst 77 Register mit insgesamt 5.471 Pfeifen auf vier Manualen und Pedal. Sie besitzt eine mechanische Spiel- und eine elektrische Registertraktur. Die Disposition lautet wie folgt:
| I Hauptwerk C–a3 |                 |         |
| 01.              | Prinzipal       | 16′     |
| 02.              | Gedackt         | 16′     |
| 03.              | Oktave          | 08′     |
| 04.              | Holzflöte       | 08′     |
| 05.              | Gamba           | 08′     |
| 06.              | Großquinte      | 05 1⁄3′ |
| 07.              | Oktave          | 04′     |
| 08.              | Nachthorn       | 04′     |
| 09.              | Großterz        | 03 1⁄5′ |
| 10.              | Quinte          | 2 ⁄3′   |
| 11.              | Superoktave     | 02′     |
| 12.              | Kornett I-V     | 08′     |
| 13.              | Großmixtur V-VI | 02 ⁄3′  |
| 14.              | Kleinmixtur IV  | 01 ⁄3′  |
| 15.              | Trompete        | 16′     |
| 16.              | Trompete        | 08′     |
| 17.              | Vox Humana      | 08′     |

| II Oberwerk C–a3 |             |         |
| 18.              | Prinzipal   | 08′     |
| 19.              | Bleigedackt | 08′     |
| 20.              | Quintade    | 08′     |
| 21.              | Oktave      | 04′     |
| 22.              | Rohrflöte   | 04′     |
| 23.              | Oktave      | 02′     |
| 24.              | Waldflöte   | 02′     |
| 25.              | Terz        | 01 3⁄5′ |
| 26.              | Spitzquinte | 01 ⁄3′  |
| 27.              | Oktävlein   | 01′     |
| 28.              | Scharf V    | 01 ⁄3′  |
| 29.              | Zimbel III  | 01⁄2′   |
| 30.              | Dulzian     | 16′     |
| 31.              | Cromorne    | 08′     |
|                  | Tremulant   |         |

| III Schwellwerk C–a3 |                |         |
| 32.                  | Bordun         | 16′     |
| 33.                  | Flötprinzipal  | 08′     |
| 34.                  | Rohrgedackt    | 08′     |
| 35.                  | Viola da Gamba | 08′     |
| 36.                  | Schwebung      | 08′     |
| 37.                  | Oktave         | 04′     |
| 38.                  | Traversflöte   | 04′     |
| 39.                  | Quintflöte     | 02 ⁄3′  |
| 40.                  | Sifflöte       | 02′     |
| 41.                  | Terzflöte      | 01 3⁄5′ |
| 42.                  | Plein Jeu V-VI | 02′     |
| 43.                  | Fagott         | 16′     |
| 44.                  | Oboe           | 08′     |
| 45.                  | Clairon        | 04′     |
|                      | Tremulant      |         |

| IV Brustwerk C–a3 |               |         |
| 46.               | Holzgedackt   | 08′     |
| 47.               | Weidenpfeife  | 08′     |
| 48.               | Prinzipal     | 04′     |
| 49.               | Koppelflöte   | 04′     |
| 50.               | Nasat         | 02 ⁄3′  |
| 51.               | Oktave        | 02′     |
| 52.               | Blockflöte    | 02′     |
| 53.               | Terz          | 01 3⁄5′ |
| 54.               | Septime       | 01 ⁄7′  |
| 55.               | None          | 08⁄9′   |
| 56.               | Undecime      | 08⁄11′  |
| 57.               | Zimbel III-IV | 01⁄2′   |
| 58.               | Rankett       | 16′     |
| 59.               | Schalmeiregal | 08′     |
| 60.               | Glockenspiel  | 08′     |
| 61.               | Zimbelstern   |         |
|                   | Tremulant     |         |

| Pedal C–f1 |                      |         |
| 60.        | Prinzipal            | 16′     |
| 61.        | Violonbaß            | 16′     |
| 62.        | Subbaß               | 16′     |
| 63.        | Quintbaß             | 10 2⁄3′ |
| 64.        | Oktave               | 08′     |
| 65.        | Pommer               | 08′     |
| 66.        | Terzbaß              | 06 2⁄5′ |
| 67.        | Oktave               | 04′     |
| 68.        | Spitzflöte           | 04′     |
| 69.        | Flachflöte           | 02′     |
| 70.        | Baßzinke III         | 05 1⁄3′ |
| 71.        | Rauschbaß V          | 02 ⁄3′  |
| 72.        | Posaune              | 32′     |
| 73.        | Posaune              | 16′     |
| 74.        | Trompete             | 08′     |
| 75.        | Helltrompete         | 04′     |
|            | Tremulant Kleinpedal |         |

- Koppeln: I/P, II/P, III/P, IV/P, IV/I, III/I, III/II, IV/II, Sub III-II, Super III-II, Sub III, Super III
- Spielhilfen: 16-fache Setzerkombination, 1 freie Pedalkombination, Tutti, Vorpleno, Pleno, Zungen-Einzelabsteller, Manual 16'-ab
- Anmerkungen:

1. ↑  Tonumfang: c1-d3.

Der barocke Orgelprospekt von Hans Georg Weißenburger wurde etwa ab 1625 errichtet und gehört zu den ältesten seiner Art in Süddeutschland. In seiner ursprünglichen Gestalt mit Sprenggiebeln und breiter Predellazone erinnert es sich an frühbarocke Altaraufbauten. Die Sprenggiebel gingen im Zuge der Regotisierung im 19. Jahrhundert verloren. Es lassen sich aber Stilelemente der Renaissance feststellen, zum Beispiel die Masken und Konsolen in der Predella sowie den Kapitellen, die über Engelsköpfen beinahe zu schweben scheinen. Den wohl gravierendsten Eingriff im Laufe der Jahrhunderte stellte der seitliche Anbau zweier neobarocker Pedaltürme dar, um die deutlich größere Anzahl an Registern der Koulen-Orgel unterzubringen. Dadurch ist der ursprünglich dreiteilige Prospekt heute fünfteilig. Mit den hängenden Spiegelpfeifen in dem mittig angeordneten dreiteiligen Flachfelderprospekt besitzt das Gehäuse eine echte Besonderheit. Darüber ist dem Prospekt ein kleines Türmchen mit einer Uhr aufgesetzt, das von dem Wappen des Landshuter Stiftskapitels bekrönt wird.

#### Chororgel
Im Jahr 1909 wurde von der Orgelbaufirma G. F. Steinmeyer & Co. aus Oettingen am Ries eine neue Chororgel auf dem „Musikchörlein“ über der Sakristei errichtet, wo bereits im 15. Jahrhundert eine kleine Orgel untergebracht war. Das Instrument umfasste insgesamt 14 Register und war in ein neugotisches Gehäuse eingebaut. In den 1970er Jahren wurde diese Orgel zugunsten des neuen Orgelwerks in der benachbarten Frauenkapelle verkauft. Als Ersatz dient eine im Jahr 1997 von der Orgelmanufactur Vleugels aus Hardheim erbaute Truhenorgel mit sieben Registern. Diese hat ihren Platz auf der Südseite des Altarraums zwischen der Sakristeitür und dem Chorgestühl. Das Gehäuse aus Eichenholz ist farblich an letzteres angeglichen. Die Disposition lautet wie folgt:
| I Manual |           |        |
| 1.       | Bourdon   | 8′     |
| 2.       | Salicet   | 8′     |
| 3.       | Flaut     | 4′     |
| 4.       | Quint     | 2 ⁄3′  |
| 5.       | Prinzipal | 2′     |
| 6.       | Terz      | 1 3⁄5′ |

| Pedal |         |     |
| 7.    | Subbass | 16′ |

### Glocken
Der Turm beherbergt einen Glockenbestand aus zehn historisch überaus bedeutenden Kirchenglocken, von denen alle bis auf die kleine Zügenglocke das Hauptgeläut bilden. Die sogenannte Buchstaben- oder Majuskelglocke trägt als Inschrift einen Teil des Alphabets in gotischen Majuskeln. Sie hängt in einem fahrbaren Glockenstuhl und wird zur Eröffnung von Festgottesdiensten verwendet. Zu Weihnachten 2008 konnten aufgrund Sanierungsarbeiten am Turm drei bisher nicht genutzte Glocken in den bis dato sechs Glocken umfassenden Glockenstuhl integriert werden. Das Glockengeläut erklingt in ungewöhnlicher Tonfolge, dessen größte Kirchenglocke zu den größten des Erzbistums zählt. Eine Besonderheit ist die Pfarrglocke, die eine sehr steile Form hat und mit ihrem relativ hohen Gewicht die tontiefere Rosenkranzglocke übertrifft. Das Vollgeläut ertönt an Hochfesten und zu ganz besonderen Anlässen jeweils am Vorabend und eine Viertelstunde vor dem Hochamt. An solchen Tagen gibt es ein Vorläuten der beiden großen Glocken eine halbe Stunde vor Beginn.
| Nr. | Name                             | Gussjahr | Gießer, Gussort                | Ø (mm) | Masse (kg, ca.) | Schlagton (HT-1/16) | Läuteanlass                                                                   |
| --- | -------------------------------- | -------- | ------------------------------ | ------ | --------------- | ------------------- | ----------------------------------------------------------------------------- |
| 1   | Propstglocke                     | 1767     | Lorenz Kraus, München          | 2100   | 7672            | gis0 +6             | Tod des Papstes, Bischofs oder Propstes                                       |
| 2   | Dechantglocke                    | 1766     | Lorenz Kraus, München          | 1860   | 5264            | h0 +5               | Ölberggebet Christi (Donnerstagabend), Sterbestunde Christi (Freitag, 15 Uhr) |
| 3   | Pfarrglocke                      | 1767     | Lorenz Kraus, München          | 1470   | 3000            | dis1 –2             | Pfarrrequien, Vorläuten Pfarrgottesdienst                                     |
| 4   | Rosenkranzglocke                 | 1723     | Langenegger und Ernst, München | 1350   | 1600            | d1 –8               | Andacht, Rosenkranzgebet                                                      |
| 5   | Ave- oder Sperrglocke            | 1766     | Gießhütte Landshut             | 1200   | 1100            | g1 +1               | Angelusläuten                                                                 |
| 6   | Bayerin                          | 1488     | Matthias Herl, Landshut        | 1100   | 840             | a1 ±0               | Zehnuhrmesse werktags                                                         |
| 7   | Christlehr- oder Speiseglocke    | 1626     | Bartholomäus Wengle, München   | 830    | 314             | h1                  | –                                                                             |
| 8   | St. Georgs- oder Hochzeitsglocke | 2023     | Perner, Passau                 | 715    | 260             | d2                  | Hochzeiten auf der Burg Trausnitz                                             |
| 9   | Lorettoglocke                    | 1738     | Franz Anto Rode, Villa         | 490    | 56              | g2                  | –                                                                             |
| 10  | Zügenglocke                      | 1698     | Andrä Gärtner, Salzburg        | 600    | 168             | f2                  | –                                                                             |
|     | Buchstaben- oder Majuskelglocke  | vor 1400 | unbekannt                      | 410    | 50              | des3                | –                                                                             |

## Liste der Pröpste des Stiftskapitels

### Von der Übertragung 1598 nach Landshut bis zur Aufhebung 1803
- Balthasar König, erster infulierter Stiftspropst nach der Übertragung des Kapitels von Moosburg nach Landshut (1598–1610)
- Johann Jakob Imhof von Gangkofen (1610–1644)
- Johann Heinrich Freiherr von Rohrbach, Stiftspropst zu München und Domherr zu Passau (1645–1660)
- Ferdinand Mayr, Wirklicher Regierungsrat (1660–1676)
- Ferdinand Paul Ernst Max Graf von Berlo, auch Bischof von Namur (1660–1676)
- Carl Joseph von Simeoni, Propst zu Mattigkofen (1676–1707)
- Anselm Franz Anton Freiherr von Dienheim, Domherr zu Eichstätt und Augsburg (1708–1731)
- Joseph Ignatius Freiherr von Gumppenberg auf Pöttmes, Domherr zu Freising (1731–1746)
- Johann Philipp Carl Anton von Fechenbach, Domherr zu Würzburg seit 1756 (1746–67)
- Anton Aemilian Carl Wilhelm von und zu Wied auf Isenburg, Geheimer Rat (1767–1771)
- Joseph Anton von Königsfeld, Prälat und Landschaftsverordneter (1771–1803)

### Seit der Neuerrichtung 1937
- Albert Graf von Preysing-Lichtenegg-Moos (23. Januar 1938 – 14. Oktober 1946)
- Johann Keller (1947–1967)
- Heinrich von Soden-Fraunhofen (1967–1972)
- Heinrich Fischer (1972–1993)
- Bernhard Schömann (1993–2012)
- Franz-Josef Baur (seit 2013)

Bilder
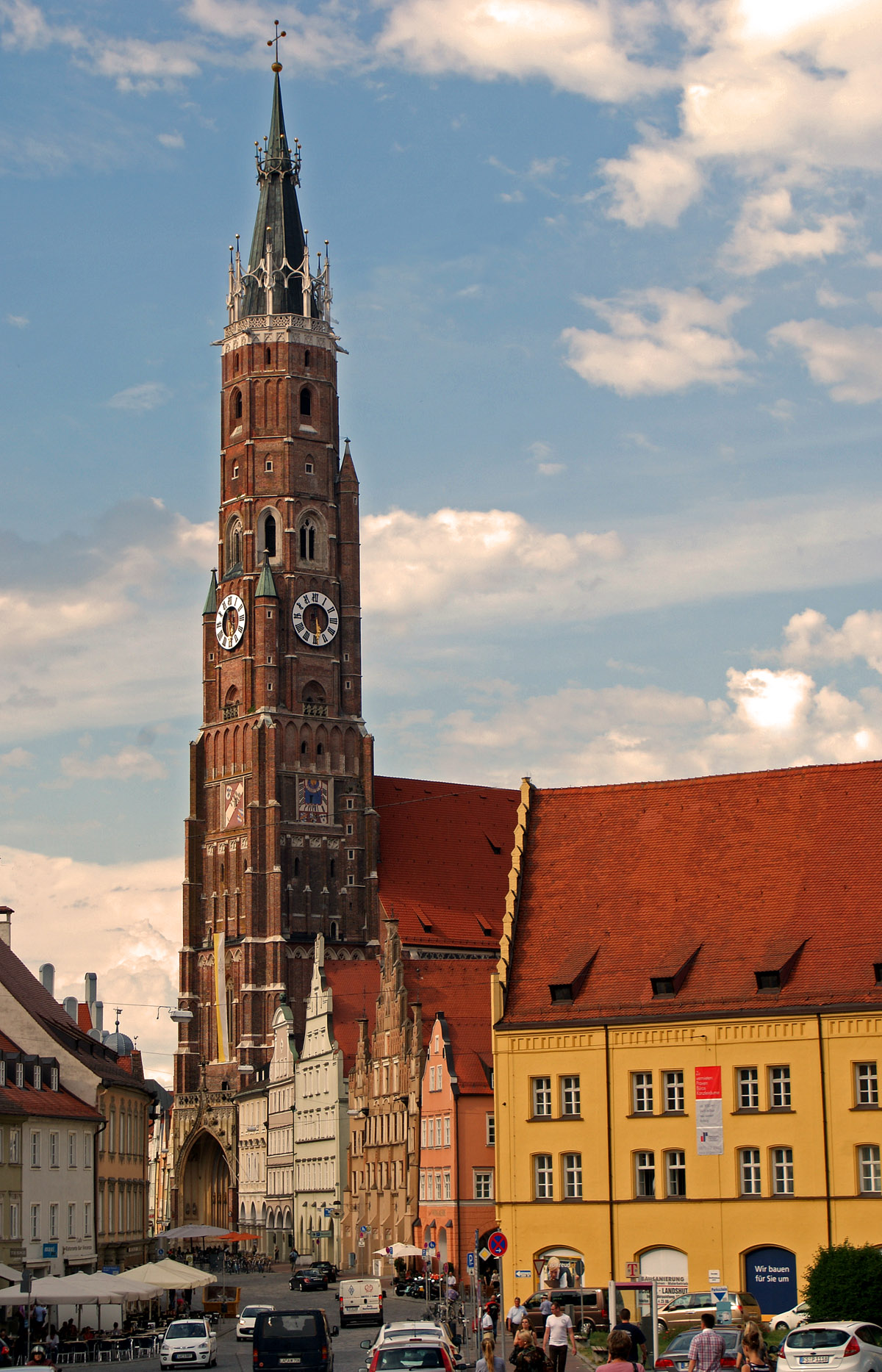
St. Martin
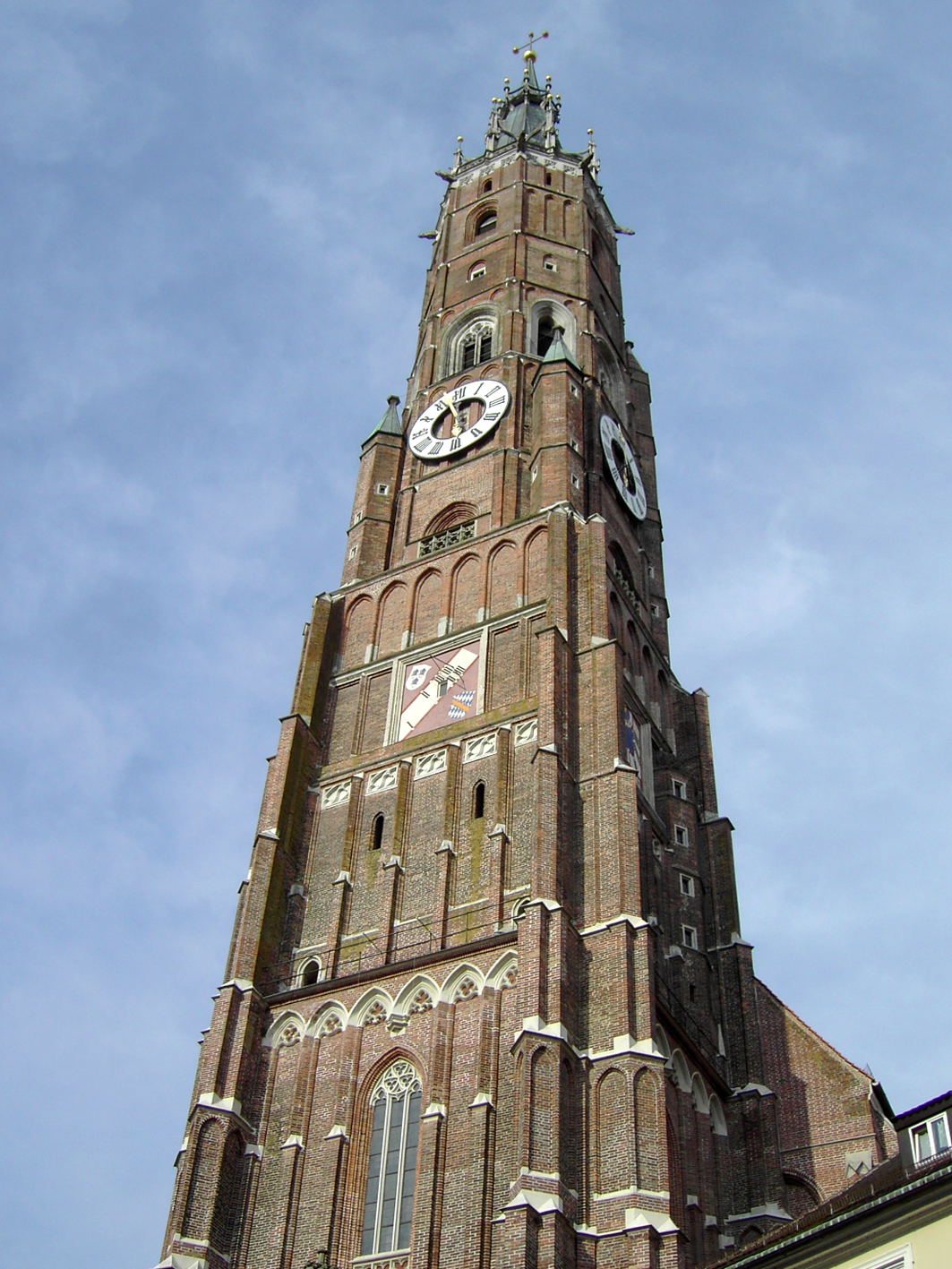
Der höchste Backsteinturm der Welt
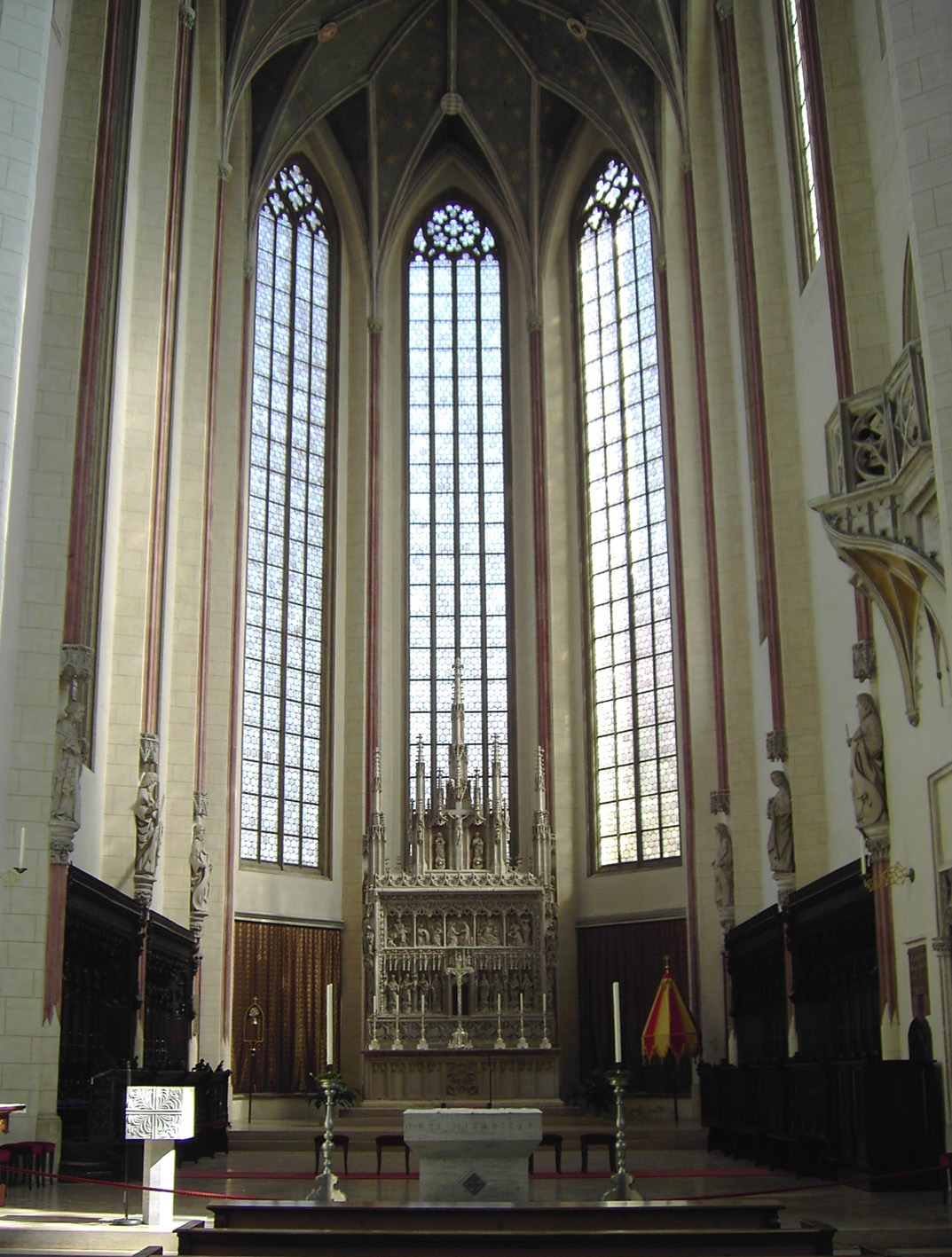
Der Altarraum der Martinskirche
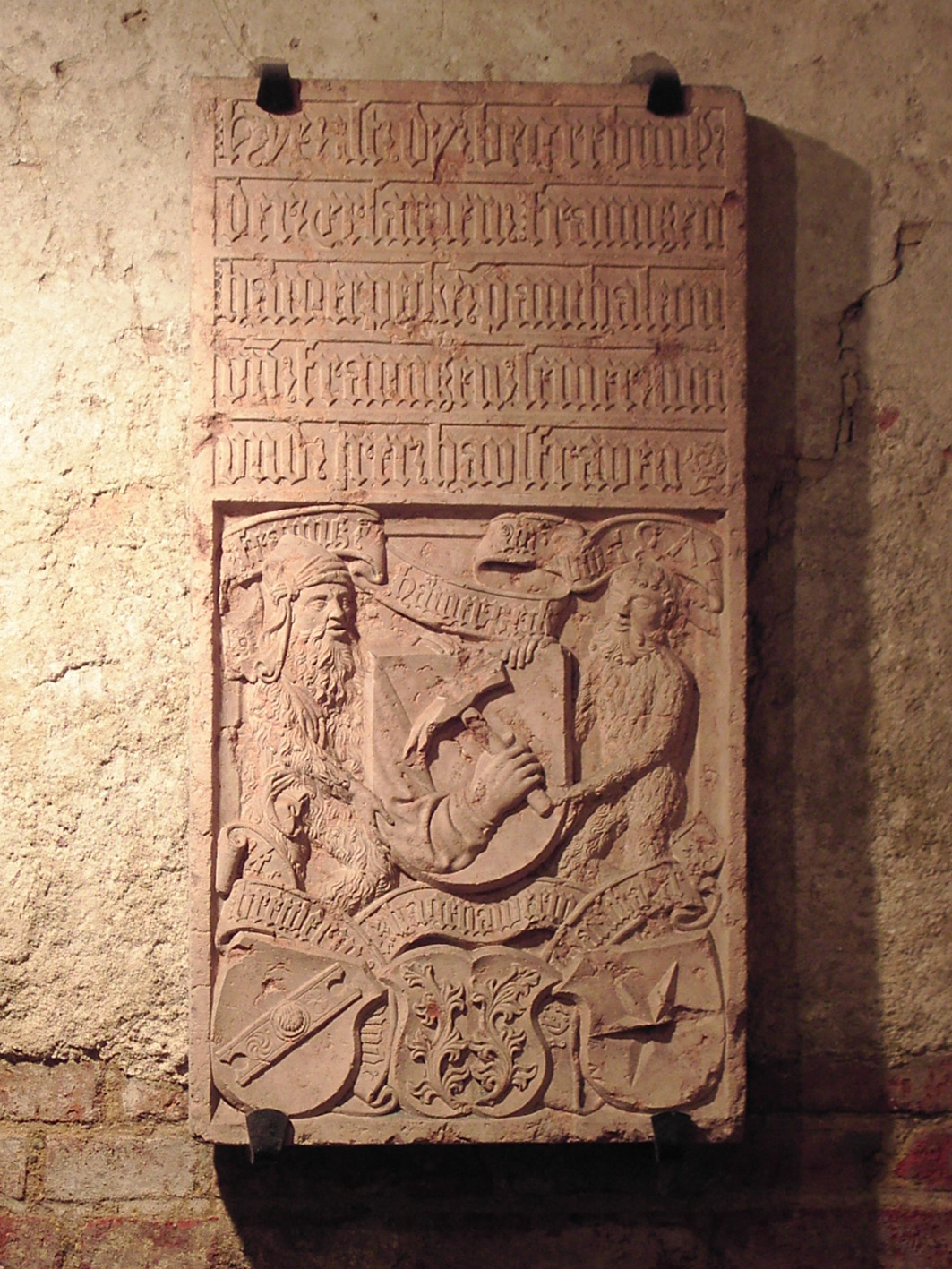
Epitaph des Geschlechts der Hammerpeck, angebracht in den Resten der romanischen Vorgängerkirche unter der Martinskirche
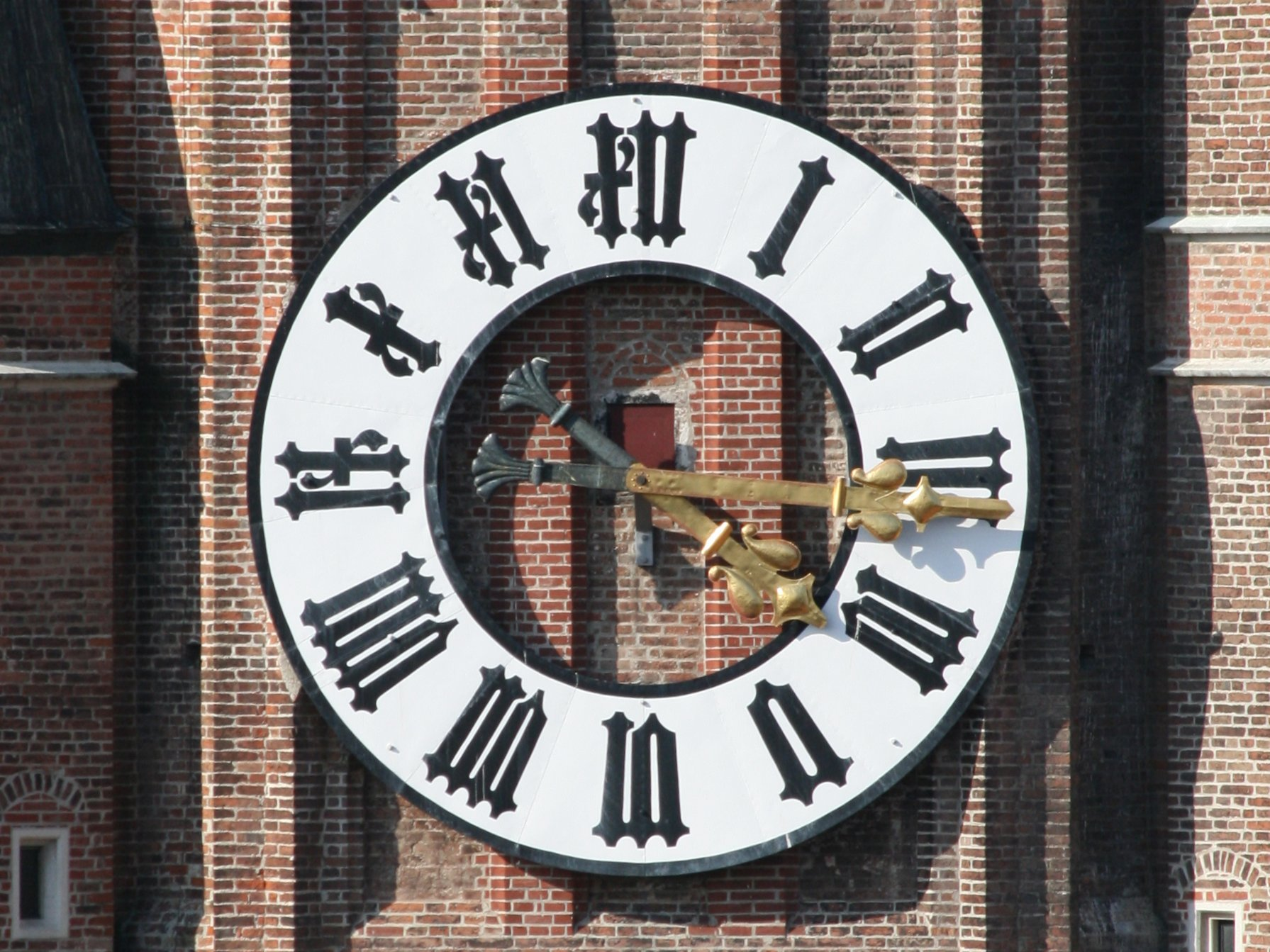
Turmuhr der Martinskirche, Südseite, aufgenommen von der Burg Trausnitz.
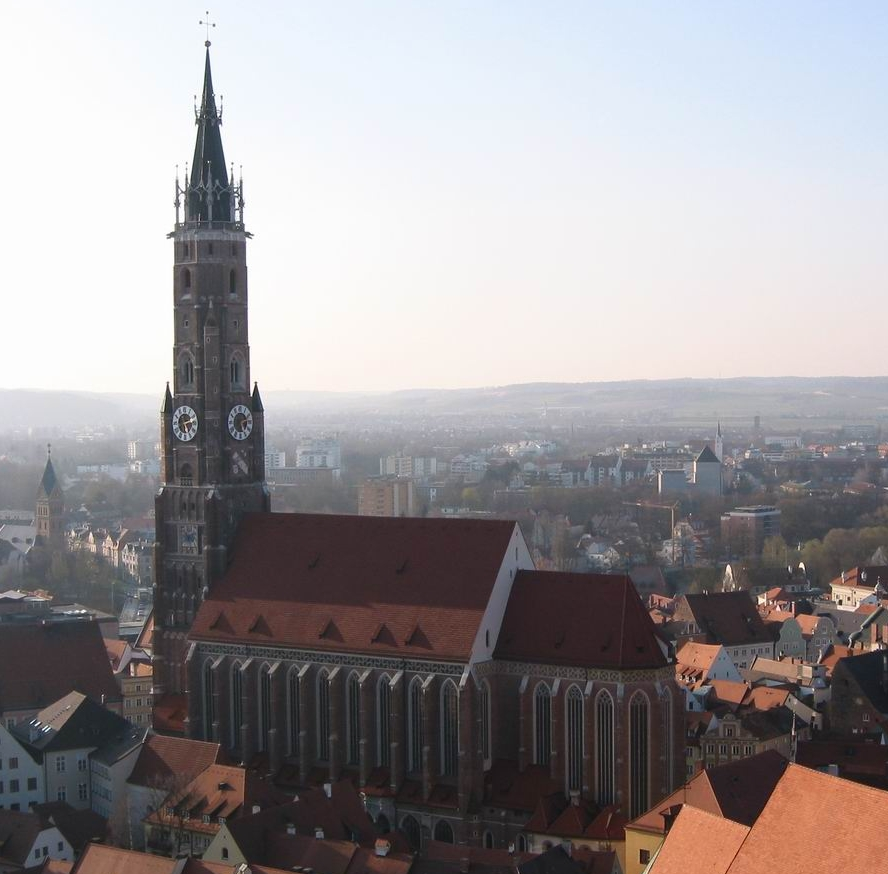
Die Martinskirche vom Hofberg („Schanzl“) aus gesehen
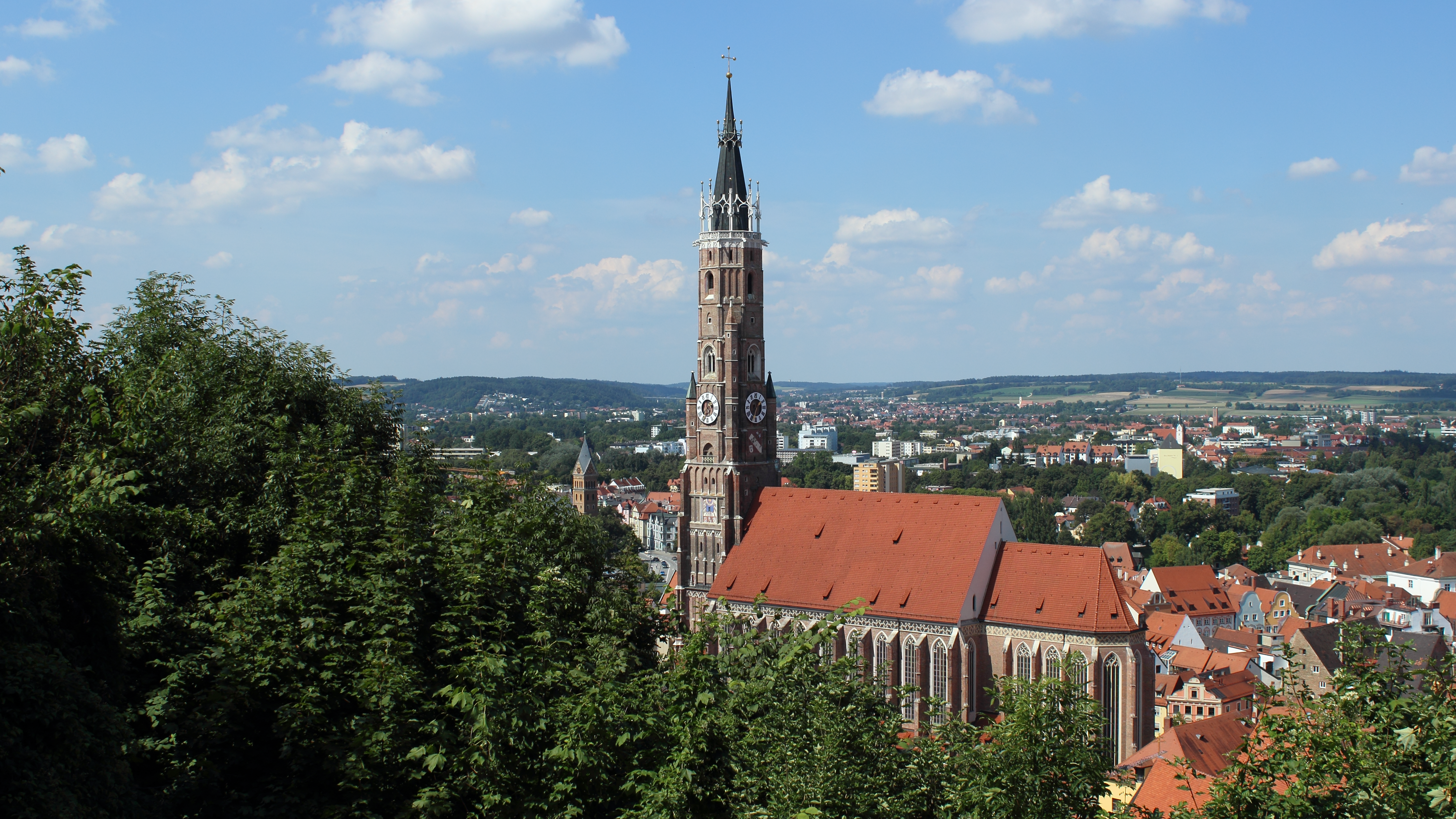
Vom Schanzl im Sommer
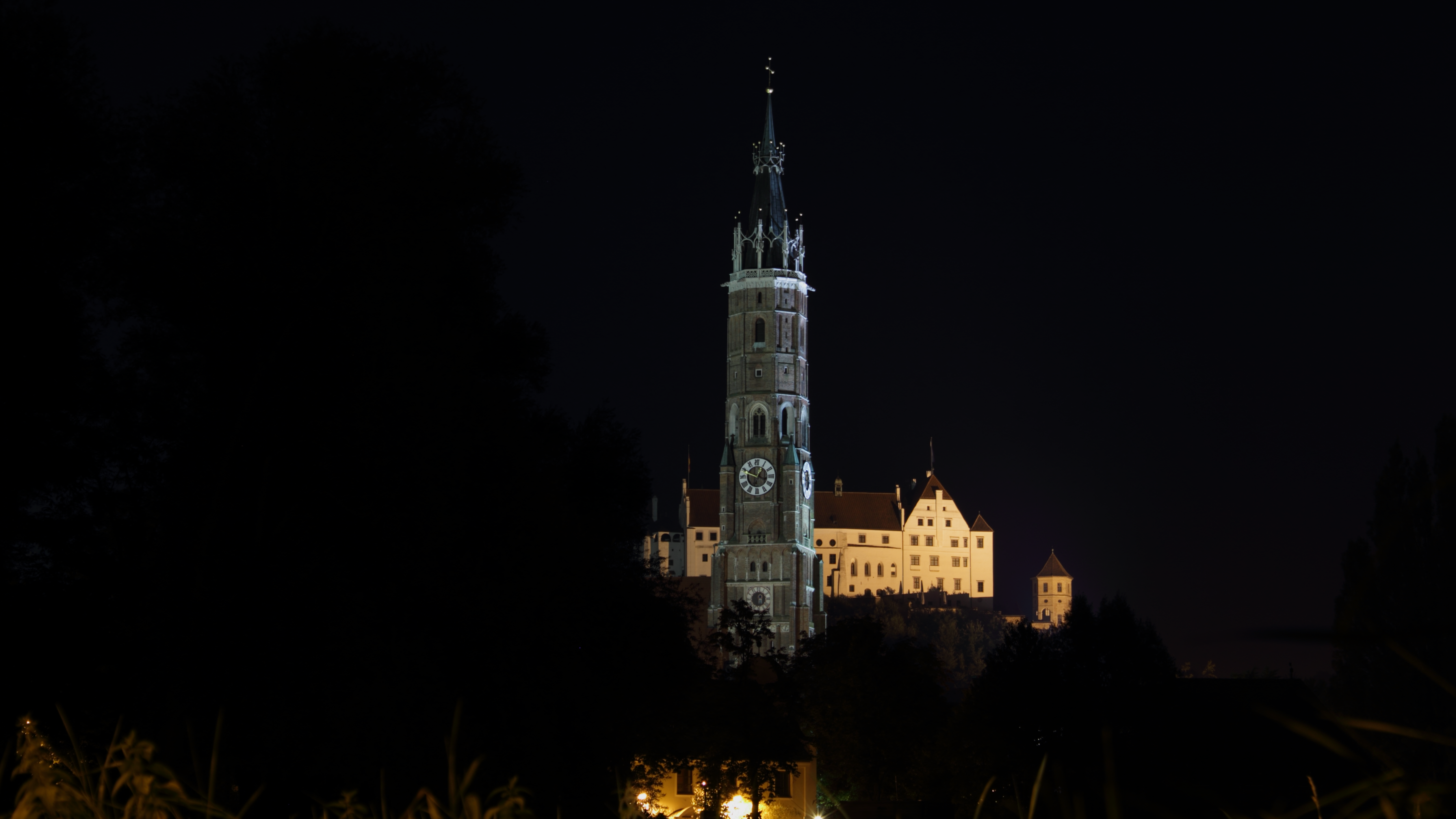
Nachtaufnahme der Kirche. Im Hintergrund Burg Trausnitz.